# مگادث
مگادث (انگلیسی: Megadeth) گروه موسیقی ترش متال آمریکایی است که در سال ۱۹۸۳ در لس آنجلس توسط خواننده و گیتاریست دیو ماستین تشکیل شد. این گروه که به دلیل نواختن گیتار از نظر تکنیکی پیچیده و مهارت‌های موسیقایی‌اش شناخته می‌شود، یکی از «چهار بزرگ» ترش متال آمریکا—در کنار اسلیر، انترکس و متالیکا—به‌شمار می‌رود و نقش مهمی در توسعه و محبوبیت این سبک داشته است. موسیقی آن‌ها شامل تنظیم پیچیده، بخش‌های ریتمیک سریع، لید گیتار دوگانه و اشعاری با مضامین جنگ، سیاست، مذهب، مرگ و روابط شخصی می‌شود.
ماستین گیتاریست اصلی متالیکا بود اما به‌دلیل سوء مصرف مواد مخدر و الکل و همچنین رفتار خشونت‌آمیز پیش از جلسات ضبط آلبوم در سال ۱۹۸۳ اخراج شد. او پس از آن به تشکیل مگادث اقدام کرد. در سال ۱۹۸۵، مگادث نخستین آلبومش یعنی کشتن کسب و کار من است… و کاسبی روبراه است! را از طریق ناشر مستقل کامبت رکوردز منتشر کرد که موفقیت متوسطی داشت. این آلبوم توجه ناشران بزرگتر را به خود جلب کرد و منجر به عقد قرارداد مگادث با کپیتال رکوردز شد. آلبوم بعدی، صلح خوب می‌فروشه… اما کیه که بخره؟، در سال ۱۹۸۶ منتشر شد و موفقیت چشمگیری در عرصهٔ متال زیرزمینی داشت. مسائل مربوط به سوءمصرف مواد و اختلافات شخصی اعضای گروه در اواخر دههٔ ۱۹۸۰ باعث جلب توجه منفی به مگادث شده بود. با این وجود، گروه به انتشار تعدادی آلبوم از جمله تا این‌جای کار خوبه! خب که چی بشه! (۱۹۸۸)، باشد تا آسوده زنگ بزنید (۱۹۹۰)، و شمارش معکوس برای انقراض (۱۹۹۲) ادامه داد. این آلبوم‌ها، همراه با برگزاری تورهای جهانی، آن‌ها را به شهرت رساند. جدیدترین آلبوم مگادث، مریض، در حال مرگ… و مرده!، در سال ۲۰۲۲ منتشر شد.
مگادث در طول چهار دهه فعالیت دستخوش تغییرات متعددی در ترکیب اعضا شده است و ماستین تنها عضو ثابت گروه است. گروه در سال ۲۰۰۲ به‌سبب آسیب‌دیدگی ماستین از ناحیه بازو به مدت دو سال فعالیتی نداشت و منحل شد. این گروه در سال ۲۰۰۴ بدون حضور نوازنده دیرینهٔ بیس یعنی دیوید الفسن (که اقدام قانونی علیه ماستین انجام داده بود) دوباره تأسیس شد. الفسن بیرون از دادگاه مشکلات خود را حل و فصل کرد و در سال ۲۰۱۰ دوباره به گروه پیوست، اما در سال ۲۰۲۱ به دلیل اتهاماتی در خصوص سوء رفتار جنسی از گروه اخراج شد. ترکیب کنونی اعضای مگادث شامل ماستین، جیمز لومنزو (نوازنده بیس)، تیمو مانتیساری (گیتاریست) و دیرک وربیورن (درامر) می‌شوند.
پنج آلبوم از شانزده آلبوم استودیویی مگادث در ایالات متحده گواهی‌نامه‌های فروش پلاتینی دریافت کرده‌اند. این گروه دوازده بار نامرد دریافت جایزه گرمی شده است و برای ترانهٔ «دیستوپیا» (۲۰۱۶) جایزه گرمی برای بهترین اجرای متال را کسب کرد. شخصیت نمادین گروه ویک رتلهد نام دارد که مرتباً در طرح‌های روی جلد آلبوم و برنامه‌های زنده گروه ظاهر می‌شود. تا سال ۲۰۲۳ بیش از ۵۰ میلیون نسخه از آلبوم‌های مگادث در سطح جهان به فروش رسیده است.

## تاریخچه

### تشکیل وکشتن کسب و کار من است… و کاسبی روبراه است!(۱۹۸۳–۱۹۸۵)
در ۱۱ آوریل ۱۹۸۳، دیو ماستین از گروه متالیکا اخراج شد، درست پیش از اینکه این گروه ضبط اولین آلبوم خود به نام همه‌شان را بکش را آغاز کند. دلیل این اخراج، سوءمصرف مواد مخدر و درگیری‌های شخصی با جیمز هتفیلد، از جمله لگد زدن هتفیلد به سگ او، بود. ماستین از سال ۱۹۸۱ به‌عنوان گیتاریست اصلی متالیکا فعالیت داشت، تعدادی از ترانه‌های اولیه گروه را نوشته بود و به شکل‌گیری گروه به‌عنوان یک واحد منسجم در اجراهای زنده کمک کرده بود. پس از اخراج، ماستین با جدیت عهد بست که انتقام بگیرد و گروهی تشکیل دهد که سریع‌تر و سنگین‌تر از متالیکا باشد. در سفر اتوبوسی بازگشت به لس آنجلس، او بروشوری از سناتور کالیفرنیایی، آلن کرانستون، پیدا کرد که در آن نوشته شده بود: «زِرادخانهٔ مرگ عظیم [megadeath] را نمی‌توان با هیچ معاهده صلحی از بین برد.» megadeath واحدی برای تعیین کمیت تلفات جنگ هسته‌ای، برابر با مرگ یک میلیون نفر، است. واژهٔ «Megadeath» در ذهن ماستین ماندگار شد و او ترانه‌ای با این عنوان نوشت، اما املای آن را کمی تغییر داد و به «Megadeth» تبدیل کرد. به گفتهٔ ماستین، این نام نشان‌دهندهٔ نابودی قدرت بود.
پس از بازگشت به لس آنجلس، ماستین شروع به یافتن هم‌گروهی‌های جدید برای گروهش کرد. او در آوریل ۱۹۸۳ گروهی به نام فرشتگان سقوط‌کرده (Fallen Angels) تشکیل داد که شامل لور کِین به عنوان خواننده، رابی مک‌کینی به عنوان گیتاریست و مت کیسلشتاین به عنوان نوازنده بیس بود. نام گروه به پیشنهاد کین به مگادث (Megadeth) تغییر یافت. ماستین به عنوان بنیان‌گذار، همسایگان جدیدش یعنی دیوید الفسن و گرگ هَندِویدت را که از مینه‌سوتا به لس‌آنجلس نقل مکان کرده بودند و به ترتیب بیس و گیتار می‌نواختند، به گروه اضافه کرد. الِفسون اظهار کرده که هَندِویدت، نه کین، ایده تغییر نام گروه را مطرح کرده بود. یک دمو به‌وسیلهٔ این اعضا (که با اضافه شدن ریچارد ژیرود به عنوان درامر گسترش یافته بود) ضبط شد، هرچند گروه متوجه شد که پس از انتشار اولین آلبوم متالیکا در ژوئیه ۱۹۸۳، باید برخی از ترانه‌ها را بازسازی کنند. تنها ترانه‌ای که از دوران متالیکا در نخستین آلبوم مگادث قرار گرفت، «مکانیکس» (Mechanix) بود.
در حالی که هَندِویدت تنها چند ماه دوام آورد، ماستین و الِفسون یک پیوند موسیقایی محکم ایجاد کردند. با وجود اشتیاقش، ماستین در یافتن اعضای دیگر برای تکمیل ترکیب گروه با مشکل مواجه بود. او و الِفسون حدود ۱۵ درامر را بررسی کردند، به امید یافتن کسی که تغییرات متر در موسیقی را درک کند. پس از نواختن کوتاه با دیژون کاروترز، آن‌ها لی راوچ را انتخاب کردند. پس از شش ماه تلاش برای یافتن یک خواننده اصلی، ماستین تصمیم گرفت خودش خوانندگی اصلی را بر عهده بگیرد.. خوانندگانی که به‌طور موقت به گروه پیوستند شامل بیلی باندز و جان سایریس بودند که سایریس پس از اخراج از مگادث، گروه ایجنت استیل را پایه‌گذاری کرد.
در سال ۱۹۸۴، مگادث نوار نسخه آزمایشی با سه قطعه ضبط کرد که ماستین، الفسون و لی راوچ در آن حضور داشتند. این نوار با نام آخرین مراسم (Last Rites) در ۹ مارس ۱۹۸۴ منتشر شد و نسخه‌های اولیه ترانه‌های «آخرین مراسم/عاشق مرگ»، «جمجمه زیر پوست» و «مکانیکس» را شامل می‌شد که همگی بعداً در آلبوم نخست گروه جای گرفتند. این گروه در آن زمان نتوانست گیتاریست دوم متناسبی پیدا کند. کری کینگ از گروه اسلیر در سال ۱۹۸۴ برای چند اجرا در منطقه سان‌فرانسیسکو به‌عنوان گیتاریست ریتم به مگادث کمک کرد. این اجراها شامل اولین کنسرت گروه در ۱۷ فوریه در برکلی، کالیفرنیا و اجرایی دیگر در کلوب کی‌استون در برکلی در آوریل همان سال بود. کینگ در مجموع پنج اجرا با گروه داشت و سپس به اسلیر بازگشت. پس از آن، لی راوچ جای خود را به گار ساموئلسون، درامر سبک جاز فیوژن، داد. ساموئلسون در ۲۴ اکتبر ۱۹۸۴ رسماً به مگادث پیوست. او پیش‌تر با گیتاریست کریس پولند در گروه جاز دی نیو یورکرز همکاری کرده بود. پس از اینکه پولند اجرای مگادث به‌صورت سه‌نفره را دید، به پشت صحنه رفت و پیشنهاد داد به‌عنوان گیتاریست اصلی آزمون بدهد؛ او در دسامبر ۱۹۸۴ به گروه ملحق شد.
ماستین پس از بررسی چند شرکت ناشر موسیقی، با کامبت رکوردز، ناشر موسیقی مستقل در نیویورک که بالاترین بودجه را برای ضبط و تور پیشنهاد داده بود، قرارداد بست. در سال ۱۹۸۵، این شرکت ۸٫۰۰۰ دلار به گروه داد تا آلبوم نخست خود را ضبط و تهیه کند. اما پس از خرج کردن ۴٫۰۰۰ دلار از این بودجه برای مواد مخدر، الکل و غذا، گروه تهیه‌کننده اصلی را کنار گذاشت و خودشان کار ضبط را به پایان رساندند.
با وجود کیفیت صدای نه‌چندان بالای آلبوم، کشتن کسب و کار من است… و کاسبی روبراه است! در میان طرفداران متال زیرزمینی موفقیت نسبی به دست آورد و توجه شرکت‌های بزرگ موسیقی را جلب کرد. گروه خود را «سر حد مهارت در اسپید متال» می‌نامید. جوئل مک‌ایور، نویسنده حوزه موسیقی، از «تکنیک‌های خیره‌کننده» این آلبوم ستایش کرد و گفت که این اثر «سطح استاندارد کل صحنه ترش متال را بالا برد و گیتاریست‌ها را وادار کرد با دقت و قدرت بیشتری بنوازند». روی جلد آلبوم برای اولین بار شخصیت ویک رتل‌هد، نماد گروه، معرفی شد که بعدها به‌طور مرتب در آثار هنری آلبوم‌های بعدی حضور یافت.
آلبوم کشتن کسب و کار من است… و کاسبی روبراه است! دارای قطعهٔ «مکانیکس» بود که ماستین آن را در زمان حضورش در متالیکا نوشته بود. هرچند ماستین پس از اخراجش به متالیکا گفته بود از آثارش استفاده نکنند، متالیکا نسخه متفاوتی از این ترانه را با نام «چهار سوار» با تمپویی کندتر و بخشی ملودیک در میانه آهنگ ضبط کردند. این آلبوم همچنین شامل بازخوانی ترانهٔ «این چکمه‌ها برای راه رفتن ساخته شده‌اند» از نانسی سیناترا بود که با سرعت بیشتر و اشعاری تغییریافته اجرا شد. نسخه مگادث در دهه ۱۹۹۰ جنجالی شد، زیرا لی هزلوود، خالق اصلی این ترانه، تغییرات ماستین را «زشت و توهین‌آمیز» خواند. به همین دلیل، تحت فشار قانونی، این ترانه از نسخه‌های منتشرشده بین سال‌های ۱۹۹۵ تا ۲۰۰۱ حذف شد.
در میانه سال ۱۹۸۵، مگادث همراه با گروه اسپید متال کانادایی اکسایدر اولین تور خود در آمریکای شمالی را با نام «کشتن برای زندگی» برگزار کرد. در این زمان، مایک آلبرت، گیتاریست، جایگزین کریس پولند شد که با اعتیاد به مواد مخدر دست‌وپنجه نرم می‌کرد. اگرچه آلبرت قرار بود جایگزینی دائمی باشد، پولند در اکتبر ۱۹۸۵، کمی پیش از شروع ضبط دومین آلبوم گروه برای کامبت رکوردز، دوباره به مگادث پیوست.

### صلح خوب می‌فروشه… اما کیه که بخره؟(۱۹۸۶–۱۹۸۷)
به گفته ماستین، مگادث تحت فشار بود تا آلبوم موفق دیگری ارائه دهد: «آلبوم دوم برای هر گروهی سرنوشت‌ساز است؛ یا به سطح بالاتری می‌رسید، یا آغاز افولتان رقم می‌خورد.» ماستین موسیقی این آلبوم را نوشت و دیگر اعضای گروه ایده‌هایی برای تنظیم ترانه‌ها پیشنهاد کردند.
این آلبوم با بودجه ۲۵٬۰۰۰ دلاری کامبت رکوردز تهیه شد. گروه که از محدودیت‌های مالی این شرکت ناراضی بود، از کامبت جدا شد و با کپیتال رکوردز قرارداد بست. کپیتال حقوق آلبوم را خرید و پال لانی را به‌عنوان تهیه‌کننده به کار گرفت تا ضبط‌های پیشین را بازمیکس کند. آلبوم صلح خوب می‌فروشه… اما کیه که بخره؟ که در اواخر سال ۱۹۸۶ منتشر شد، از صدایی شفاف‌تر و ترانه‌سرایی پیشرفته‌تری برخوردار بود. ماستین قصد داشت اشعاری با مضامین اجتماعی بنویسد، برخلاف گروه‌های جریان اصلی هوی متال که از «لذت‌های افسارگسیخته» می‌خواندند. این آلبوم به دلیل دیدگاه‌های سیاسی‌اش برجسته شد و به گسترش پایگاه هواداران مگادث کمک کرد. قطعهٔ عنوان آلبوم به‌عنوان دومین تک‌آهنگ منتشر شد و موزیک‌ویدئوی آن به‌صورت منظم از ام‌تی‌وی پخش گردید.
در فوریه ۱۹۸۷، مگادث به‌عنوان گروه افتتاح‌کننده در تور آلیس کوپرشرکت کرد و در ماه بعد، اولین تور جهانی خود را به‌عنوان گروه اصلی در بریتانیا آغاز نمود. این تور که ۷۲ هفته طول کشید، با پشتیبانی گروه‌های اورکیل و نکروز برگزار شد و در ایالات متحده ادامه یافت. در جریان این تور، ماستین و الفسون به فکر اخراج ساموئلسون به دلیل سوءمصرف مواد مخدر افتادند. به گفته ماستین، ساموئلسون هنگام مستی به‌شدت غیرقابل کنترل شده بود. چاک بلر، درامر، در تاریخ‌های پایانی تور با مگادث همراه شد، زیرا اعضای گروه نگران بودند که ساموئلسون نتواند ادامه دهد. پولند نیز با ماستین دچار اختلاف شد و متهم گردید که تجهیزات گروه را برای خرید هروئین فروخته است. در نتیجه، ساموئلسون و پولند در سال ۱۹۸۷ از مگادث کنار گذاشته شدند و بلر به‌عنوان درامر ثابت گروه برگزیده شد. پولند ابتدا با جی رینولدز از گروه مَلِس جایگزین شد، اما هنگامی که گروه کار روی آلبوم بعدی را آغاز کرد، رینولدز پس از شش هفته هنگام ضبط سومین آلبوم مگادث، جای خود را به جف یانگ، معلم گیتارش، داد.

### تا این‌جای کار خوبه! خب که چی بشه!(۱۹۸۸–۱۹۸۹)
با بودجه‌ای که از یک شرکت بزرگ موسیقی تأمین شده بود، آلبوم تا این‌جای کار خوبه! خب که چی بشه! به تهیه‌کنندگی پال لانی بیش از پنج ماه طول کشید تا ضبط شود. روند تولید با مشکلات زیادی روبه‌رو بود که بخشی از آن به مبارزه ماستین با اعتیاد به مواد مخدر برمی‌گشت. ماستین بعدها گفت: «تهیه تا این‌جای کار خوبه! خب که چی بشه! افتضاح بود، بیشتر به خاطر موادی که مصرف می‌کردیم و اولویت‌هایی که در اون زمان داشتیم یا نداشتیم.» ماستین با لانی به اختلاف خورد، اختلافی که از اصرار لانی به ضبط جداگانه درام‌ها و سنج‌ها شروع شد؛ روشی که برای درامرهای راک بی‌سابقه بود. در نهایت، رابطه ماستین و لانی در مرحله میکس به تیرگی کشید و لانی کنار گذاشته شد. سپس مایکل واگنر جای او را گرفت و آلبوم را از نو میکس کرد.
تا این‌جای کار خوبه! خب که چی بشه! در ژانویه ۱۹۸۸ منتشر شد و مورد استقبال هواداران و منتقدان قرار گرفت. این آلبوم شامل نسخه بازخوانی ترانهٔ «هرج‌ومرج در پادشاهی متحد» از گروه سکس پیستولز بود؛ ماستین بعدها گفت که متن ترانه را تغییر داده چون فکر می‌کرد آن‌ها را اشتباه شنیده است. برای پشتیبانی از این آلبوم، مگادث تور کنسرت جهانی‌ای را آغاز کرد که نزدیک به هشت ماه طول کشید. این گروه به همراه سوتیج در تور گروه دیو و همچنین در تور آیرن میدن در آمریکا به‌عنوان افتتاح‌کننده کنسرت اجرا کرد. همچنین آن‌ها در تور آمریکای شمالی با گروه‌های وارلاک و سنکچوئری (که آلبوم اولش به تهیه‌کنندگی ماستین ساخته شده بود) به‌عنوان هنرمند اصلی روی صحنه رفتند و در تور اروپایی با گروه‌های تستمنت، نیوکلئیر اسالت، فلوتسم اند جتسم و سنکچوئری شرکت کردند.
در ژوئن ۱۹۸۸، مگادث در مستند زوال تمدن غرب، بخش دوم: سال‌های متال ساختهٔ پنلوپه اسفیریس حضور یافت. این مستند به بررسی هوی متال لس آنجلس در اواخر دهه ۱۹۸۰ پرداخت و اسفیریس، که پیش‌تر کارگردانی موزیک ویدئوی «بیدار شو مرده» از مگادث را بر عهده داشت، تصمیم گرفت این گروه را در مستند بگنجاند تا تفاوتی جدی‌تر در مقایسه با گروه‌های گلم متال نشان دهد. ماستین بعدها این فیلم را ناامیدکننده توصیف کرد و گفت که این اثر مگادث را با «یه مشت گروه بی‌ارزش» هم‌ردیف کرده بود.
در اوت همان سال، گروه در فستیوال مانستر آو راک در کسل دونینگتون انگلستان روی صحنه رفت و برای بیش از ۱۰۰ هزار نفر اجرا کرد. در یکی از اجراها، لارس اولریک، درامر متالیکا و هم‌گروهی سابق ماستین، به‌عنوان مهمان حضور یافت. مگادث به تور اروپایی مانستر آو راک اضافه شد، اما پس از اولین اجرا به دلیل مشکلات اعتیاد الِفسون، که فوراً تحت درمان قرار گرفت، از تور خارج شد. گروه تستمنت جایگزین اجرای مگادث شد.
کمی پس از حضور در مانستر آو راک، ماستین، بلر و یانگ را اخراج کرد و تور استرالیای مگادث را لغو نمود. او بعدها گفت: «در جاده، همه‌چیز از یه درگیری مرزی کوچیک به یه جنگ تمام‌عیار تبدیل شد. فکر می‌کنم خیلی از ما به خاطر [مواد] نوسان داشتیم.» در طول تور، ماستین متوجه مشکلاتی با بلر شد و نیک منزا را به‌عنوان تکنسین درام بلر آورد. مثل مورد ساموئلسون، انتظار می‌رفت منزا در صورت ناتوانی بلر در ادامه تور، جای او را بگیرد. منزا در سال ۱۹۸۹ جایگزین بلر شد. اخراج یانگ هم به شک ماستین دربارهٔ رابطه او با دوست‌دختر وقتش برمی‌گشت، اتهامی که یانگ آن رد کرد.
گروه نتوانست به‌سرعت جایگزین مناسبی برای یانگ پیدا کند. هرچند سال ۱۹۸۹ اولین سالی بود که مگادث از زمان تأسیسش هیچ توری برگزار نکرد و حتی یک اجرا هم نداشت، اما آن‌ها نسخه بازخوانی ترانه «دیگه آقای مهربون نیستم» از آلیس کوپر را ضبط کردند که در موسیقی متن فیلم ترسناک شوکر ساخته وس کریون به کار رفت. ویدئوی این ترانه توسط پنلوپه اسفیریس کارگردانی شد که آن را «کاری هرکول‌وار» توصیف کرد، چون ماستین به دلیل اعتیادش نمی‌توانست گیتار بزند. در مارس ۱۹۸۹، در جریان تست نوازنده جدید برای گیتار لید، ماستین به جرم رانندگی تحت تأثیر مواد و داشتن مواد مخدر پس از برخورد با خودروی پارک‌شده‌ای که یک افسر پلیس غیرشیفت در آن بود، دستگیر شد. او کمی بعد به دستور دادگاه وارد برنامه بازپروری شد و برای اولین بار در ده سال گذشته پاک شد.

### راست این پیس(۱۹۹۰–۱۹۹۱)
با هوشیاری ماستین، مگادث به جستجوی لید گیتاریست جدید ادامه داد. اسلش، گیتاریست گروه گانز ان روزز، به‌صورت غیررسمی با ماستین و الفسون می‌نواخت و به نظر می‌رسید که ممکن است به مگادث بپیوندد، اما او در نهایت با گانز ان روزز ماند. دایمبگ دارل از گروه پنترا برای این جایگاه پیشنهاد شد، اما این معامله به نتیجه نرسید، زیرا ماستین درخواست او برای آوردن برادرش، وینی پال (درامر پنترا) را رد کرد؛ چرا که او پیش‌تر منزا را به کار گرفته بود. این پیشنهاد همچنین به کریس اولیوا داده شد، اما او هم نپذیرفت، زیرا نمی‌خواست سوتیج را ترک کند. جف لومیس، که بعدها گروه پراگرسیو متال نورمور را تشکیل داد، نیز تست داد، ولی ماستین او را به دلیل سن کمش (۱۸ سال) برای پیوستن مناسب ندانست.

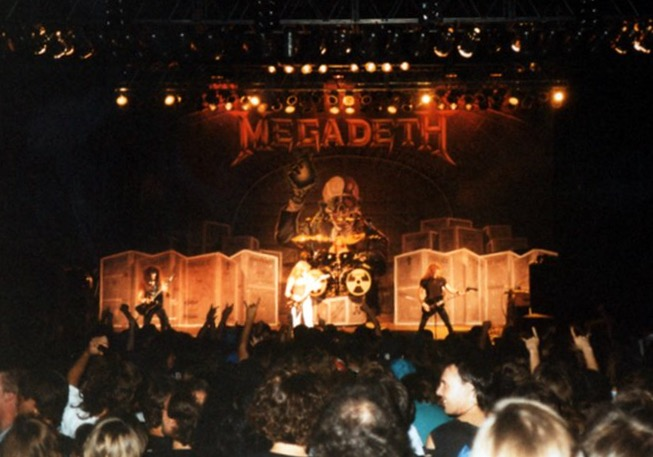
مگادث هنگام اجرا در برمینگم، آلاباما، ۱۹۹۱

در نهایت، مارتی فریدمن به توصیهٔ ران لافیت، یکی از اعضای مدیریت کپیتال، جای گیتاریست را پر کرد. لافیت آلبوم سولوی فریدمن به نام بوسهٔ اژدها را که زمانی در گروه کاکفنی ضبط شده بود، شنیده بود. ماستین و الفسون از سبک فریدمن راضی بودند و احساس کردند که او موسیقی مگادث را به خوبی درک می‌کند. با حضور فریدمن، گروه ترکیبی را تکمیل کرد که طرفداران آن را ترکیب قطعی و ماندگار مگادث می‌شناسند. گروه احیاشده در مارس ۱۹۹۰ با تهیه‌کنندهٔ مشترک، مایک کلینک، وارد استودیوی رامبو ریکوردرز شد تا کار روی آلبومی را آغاز کند که به‌عنوان تحسین‌شده‌ترین اثر مگادث از نظر منتقدان شناخته می‌شود: راست این پیس. کلینک نخستین تهیه‌کننده‌ای بود که یک آلبوم مگادث را بدون اخراج شدن به پایان رساند. فرایند ضبط این آلبوم در ویدئوی خانگی قطعات زنگ‌زده (Rusted Pieces) مستند شد که در سال ۱۹۹۱ با شش موزیک‌ویدئو و مصاحبه‌ای با گروه منتشر گردید.
راست این پیس در سپتامبر ۱۹۹۰ منتشر شد و در آمریکا در رتبهٔ ۲۳ و در بریتانیا در رتبهٔ ۸ جدول فروش قرار گرفت. ماستین سبکی از ترانه‌نویسی به وجود آورده بود که از نظر ریتم پیچیده و همچنین پیشرفته و نوآورانه بود؛ ترانه‌ها شامل سولوهای گیتار طولانی‌تر و تغییرات مکرر در تمپو بودند. این آلبوم که توسط مجلهٔ دسیبل به‌عنوان اثری تعیین‌کننده در ژانر ترش متال توصیف شد، جایگاه مگادث را در صنعت موسیقی تثبیت کرد. تک‌آهنگ‌های «جنگ‌های مقدس... موعد مجازات» و «آشیانه ۱۸» از این آلبوم، هر دو با موزیک‌ویدئو همراه شدند و به قطعات ثابت اجراهای زنده تبدیل گشتند. راست این پیس در سال ۱۹۹۱ نامزد جایزه گرمی برای بهترین اجرای متال شد و سومین آلبوم پلاتینیوم (فروش یک میلیون نسخه در آمریکا) گروه بود که در دسامبر ۱۹۹۴ گواهی آن را دریافت کرد.
در اوایل سال ۱۹۹۰، مگادث به همراه اسلیر، تستمنت و سویسایدال تندنسیز در تور موفق اروپایی برخورد تایتان‌ها (Clash of the Titans) شرکت کرد که با حضور چندین گروه ترش متال آمریکایی بود. بخش آمریکایی این تور سال بعد با حضور مگادث، اسلیر و انترکس آغاز شد و آلیس این چینز به‌عنوان گروه پشتیبان حضور داشت. در این تور سه گروه اصلی به نوبت در جایگاه‌های زمانی مختلف اجرا می‌کردند.  علاوه بر تور برخورد تایتان‌ها، مگادث (به همراه تستمنت) در اواخر سال ۱۹۹۰ از تور جوداس پریست برای آلبومشان نابودگر درد در آمریکای شمالی پشتیبانی کرد و در ژانویه ۱۹۹۱ در دومین فستیوال راک این ریو حضور یافت. در ژوئیه ۱۹۹۱، ترانه «برو به جهنم» (Go to Hell) در فیلم سفر وحشیانه بیل و تد و موسیقی متن آن به کار رفت.

### شمارش معکوس برای انقراض(۱۹۹۲–۱۹۹۳)
موسیقی آلبوم استودیویی پنجم مگادث در دو دوره جداگانه نوشته شد. دوره اول پس از پایان تور برخورد تایتان‌ها آغاز شد و دوره دوم در پاییز سال ۱۹۹۱، پس از یک استراحت یک‌ماهه، انجام گرفت. جلسات ضبط این آلبوم از ژانویه ۱۹۹۲ در استودیو انترپرایز در بربنک، کالیفرنیا شروع شد. مکس نورمن به‌عنوان تهیه‌کننده انتخاب شد، زیرا گروه از کار او در میکس آلبوم راست این پیس راضی بود. مگادث نزدیک به چهار ماه را در استودیو با نورمن گذراند تا آلبومی را بنویسد و ضبط کند که به موفق‌ترین اثر تجاری این گروه با عنوان شمارش معکوس برای انقراض تبدیل شد. عنوان آلبوم توسط منزا پیشنهاد شده بود و هر یک از اعضای گروه در نوشتن ترانه‌های آن مشارکت داشتند. الفسون توضیح داد که گروه برای این آلبوم رویکرد خود را در ترانه‌سرایی تغییر داد و شروع به خلق ترانه‌هایی ملودیک‌تر کرد.
آلبوم شمارش معکوس برای انقراض در ژوئیه ۱۹۹۲ منتشر شد و در جایگاه دوم جدول بیلبورد ۲۰۰ قرار گرفت و در ایالات متحده دوبار گواهی‌نامه پلاتین دریافت کرد. این آلبوم در سال ۱۹۹۳ نامزد جایزه بهترین اجرای متال در جوایز گرمی شد و ترانه عنوان آن («Countdown to Extinction») در همان سال جایزه جنسیس را از سوی انجمن Humane به‌دلیل افزایش آگاهی‌بخشی دربارهٔ مسائل حقوق حیوانات به دست آورد. الفسون بعدها اظهار داشت که او و فریدمن از اینکه مگادث برنده گرمی نشد احساس سرخوردگی داشتند شدند: «لحظه عجیبی بود، انگار تمام زحمتی که برای رسیدن به آن شب امیدبخش کشیده بودیم، در یک ثانیه از بین رفت.»
تور جهانی برای پشتیبانی از این آلبوم در اواخر سال ۱۹۹۲ آغاز شد و گروه‌های پنترا و وایت زامبی به‌عنوان گروه‌های مکمل در آن حضور داشتند. این تور شامل بخش آمریکای شمالی در اوایل سال ۱۹۹۳ بود که گروه استون تمپل پایلتس به‌عنوان هنرمند افتتاحیه کنسرت در آن شرکت داشت. یک ماه پس از شروع این بخش، باقی اجراها، از جمله کنسرت‌های ژاپن، به دلیل بازگشت ماستین به مصرف مواد لغو شد و او در اورژانس بیمارستان بستری شد. پس از هفت هفته توان‌بخشی، ماستین دوباره هوشیار شد و گروه به استودیو بازگشت تا ترانه «دوباره خشمگین» را ضبط کند. این ترانه در موسیقی متن فیلم آخرین قهرمان اکشن (۱۹۹۳) جای گرفت و در سال ۱۹۹۴ نامزد گرمی شد.
در اواسط سال ۱۹۹۳، مگادث در چندین نمایش در اروپا همراه با متالیکا اجرا کرد. اولین اجرا در میلتون کینز بول در انگلستان بود که گروه دایمند هد نیز در آن حضور داشت. در ژوئیه، مگادث به‌عنوان گروه افتتاحیه تور ایروسمیث انتخاب شد، اما پس از سه اجرا از برنامه کنار گذاشته شد. ایروسمیث اعلام کرد که مگادث به دلیل رفتار غیرقابل پیش‌بینی ماستین «اخراج» شد، در حالی که کپیتال رکوردز دلیل آن را «محدودیت‌های هنری» عنوان کرد. پس از لغو تور ایالات متحده، مگادث به استودیو بازگشت و ترانه «۹۹ راه برای مردن» را ضبط کرد که در آلبوم گردآوری‌شدهٔ تجربه بیویس و بات‌هد (The Beavis and Butt-Head Experience) در نوامبر منتشر شد. این آلبوم شامل ترانه‌هایی بود که با عناصر شخصیت‌های اصلی مجموعه انیمیشنی بیویس و بات‌هد ترکیب شده بود و ترانه «۹۹ راه برای مردن» هم در جوایز گرمی ۱۹۹۵ نامزد بهترین اجرای متال شد. در همین جلسات، مگادث نسخه بازخوانی ترانه «پارانوید» از بلک سبث را ضبط کرد که در آلبوم تجلیل بلک سبث با عنوان تولد در سیاهی منتشر گردید و سال بعد نامزد گرمی شد.

### یوثانیژیا(۱۹۹۴–۱۹۹۵)
در اوایل سال ۱۹۹۴، مگادث با تهیه‌کننده مکس نورمن برای ساخت آلبوم بعدی دوباره همکاری کرد. با توجه به اینکه سه نفر از اعضای گروه در آریزونا زندگی می‌کردند، کار اولیه در استودیوی فاز فور (Phase Four) در فینیکس آغاز شد. اما چند روز پس از شروع پیش‌تولید، مشکلات تجهیزات استودیوی فاز فور، گروه را مجبور کرد به دنبال استودیوی دیگری بگردد. ماستین، رهبر گروه، اصرار داشت که ضبط در آریزونا انجام شود، اما هیچ استودیوی مناسبی پیدا نشد. به درخواست نورمن، گروه تصمیم گرفت استودیوی ضبط خودش را در یک انبار اجاره‌ای در فینیکس بسازد که بعداً به نام "فَت پلنت این هنگر ۱۸" (Fat Planet in Hangar 18) شناخته شد. در حالی که استودیو در حال ساخت بود، بخش زیادی از ترانه‌سرایی و تنظیم‌های پیش‌تولید در استودیوی وینتیج رکوردرز در فینیکس انجام شد. به پیشنهاد نورمن، آهنگ‌های آلبوم با تندای کندتر از آلبوم‌های قبلی، حدود ۱۲۰ ضربه در دقیقه، ضبط شدند. گروه رویکرد پیشرو و پیچیده آلبوم‌های قبلی را کنار گذاشت و روی ملودی‌های آواز قوی‌تر و تنظیم‌هایی ساده‌تر و مناسب برای پخش رادیویی تمرکز کرد.
پس از هشت ماه کار در استودیو، آلبوم یوثانیژیا در نوامبر ۱۹۹۴ منتشر شد. این آلبوم به جایگاه چهارم بیلبورد ۲۰۰ رسید و در چندین کشور اروپایی نیز وارد جدول‌های فروش شد. این آلبوم روز انتشار در کانادا گواهی طلا گرفت و دو ماه بعد در آمریکا به گواهی پلاتین دست یافت. مگادث برای بهبود وجههٔ گروه، عکاس مد، ریچارد اودان، را به کار گرفت. اودان اعضای گروه را وادار کرد تا شلوار جین و تی‌شرت‌هایشان را با ظاهری عامدانه‌تر عوض کنند. برای تبلیغ یوثانیژیا، گروه کنسرتی را در شب هالووین در نیویورک سیتی برگزار کرد که به صورت زنده از ام‌تی‌وی پخش شد. در نوامبر همان سال، گروه دو بار در برنامه آخر وقت با دیوید لترمن حضور یافت و ترانه‌های «قطار عواقب» و «همه دنیا» را اجرا کرد.
تور کنسرت یازده‌ماهه‌ای از نوامبر ۱۹۹۴ در آمریکای جنوبی آغاز شد. در سال ۱۹۹۵، مگادث در اروپا و آمریکای شمالی با گروه‌هایی مثل کورن و فیر فکتوری به اجرا پرداخت. این تور نهایتاً ختم شد به حضور در فستیوال مانسترز آو راک در برزیل، جایی که مگادث به همراه آلیس کوپر و آزی آزبورن اجرا کرد. در ژانویه ۱۹۹۵، مگادث با ترانهٔ «Diadems» در موسیقی متن فیلم ترسناک شوالیه شیطان حضور یافت. در ژوئیه همان سال، گروه آلبوم چندآهنگه گنجینه‌های پنهان را منتشر کرد که شامل ترانه‌هایی بود که پیش‌تر در موسیقی متن فیلم‌ها و آلبوم‌های تجلیلی منتشر شده بودند.

### نوشته‌های مرموزوریسک(۱۹۹۶–۱۹۹۹)
پس از پایان تور جهانی گسترده برای پشتیبانی از آلبوم یوثانیژیا، مگادث در بخش عمده‌ای از سال ۱۹۹۶ فعالیت خود را متوقف کرد و تا مرز انحلال پیش رفت. در این دوره، ماستین پروژه جانبی‌ای به نام MD.45 را با همکاری لی وینگ، خواننده گروه فیر، آغاز کرد. بسیاری از آهنگ‌های این آلبوم ابتدا برای مگادث نوشته شده بودند، اما به دلیل وضعیت ناپایدار گروه، ماستین تصمیم گرفت آن‌ها را برای پروژه MD.45 استفاده کند. این دو نفر، جیمی دی‌گراسو، نوازنده درامز که پیش‌تر در تور مانسترز آو راک در آمریکای جنوبی با آلیس کوپر همکاری کرده بود، را به گروه اضافه کردند. در همین زمان، فریدمن استودیویی در خانه جدیدش در فینیکس ساخت و چهارمین آلبوم انفرادی خود را در آوریل ۱۹۹۶ منتشر کرد.
در سپتامبر ۱۹۹۶، مگادث برای کار روی آهنگ‌های آلبوم بعدی به لندن سفر کرد. فرایند ترانه‌سرایی تحت نظارت دقیق مدیر جدید گروه، باد پراگر، بود که ایده‌های موسیقایی و اشعار خود را به آهنگ‌ها اضافه کرد. بسیاری از اشعار و عناوین آهنگ‌ها به درخواست او تغییر یافتند. ماستین بعدها دربارهٔ تأثیر پراگر نوشت: «فکر کردم شاید این آدم [پراگر] بتواند به من کمک کند تا آن آلبوم شماره یک دست‌نیافتنی را که خیلی می‌خواستم به دست بیاورم.» این آلبوم در نشویل ضبط شد و اولین همکاری مگادث با دن هاف، تهیه‌کننده کانتری پاپ بود که در سال ۱۹۹۰ با ماستین آشنا شده بود.
آلبوم نوشته‌های مرموز در ژوئن ۱۹۹۷ منتشر شد و به رتبه دهم جدول بیلورد ۲۰۰ رسید. این آلبوم در نهایت در ایالات متحده گواهینامه طلایی دریافت کرد. تک‌آهنگ اصلی آلبوم، «اعتماد» با رسیدن به رتبه پنجم در جدول ترک‌های راک جریان اصلی، موفق‌ترین ترانه مگادث در این جدول شد. این ترانه همچنین نامزد جایزه بهترین اجرای متال در جوایز گرمی ۱۹۹۸ شد. هر چهار تک‌آهنگ آلبوم در جمع ۲۰ آهنگ برتر جدول ترک‌های راک جریان اصلی بیلبورد قرار گرفتند، اما واکنش منتقدان به آلبوم متفاوت بود. این آلبوم شامل مجموعه‌ای متنوع از آهنگ‌ها بود که روزنامه لس آنجلس تایمز آن را «تعادلی هیجان‌انگیز» بین آثار قدیمی‌تر و ترانه‌های تجربه‌گرایانه توصیف کرد. ماستین دربارهٔ تنوع آلبوم توضیح داد که نوشته‌های مرموز به سه بخش تقسیم می‌شود: بخشی با ترانه‌های سریع و تهاجمی، بخشی با موسیقی مناسب برای پخش در رادیو مشابه یوثانیژیا، و بخش سوم با ترانه‌های ملودیک‌تر.
پس از بیش از یک سال دوری از صحنه، مگادث در ژوئن ۱۹۹۷ با تور جهانی همراه با گروه میسفیتس و اجراهایی در ایالات متحده با گروه‌های لایف آو اگونی و کول چمبر به صحنه بازگشت. در ژوئیه، گروه در فستیوال آزفست شرکت کرد، اما در میانه تور، نیک منزا، درامر گروه، به دلیل تشخیص تومور در زانویش مجبور به ترک تور برای جراحی شد. جیمی دگراسو، که پیش‌تر در MD.45 با ماستین همکاری کرده بود، برای ادامه تور به جای منزا استخدام شد. اگرچه دگراسو ابتدا جایگزین موقت بود، اما پس از پایان تور به‌طور دائمی به گروه پیوست. ماستین بعدها گفت که منزا را را به دلیل باور به نادرست بودن ادعای او دربارهٔ سرطان از گروه اخراج کرد.
پس از موفقیت رادیویی آلبوم نوشته‌های مرموز، مگادث بار دیگر با دن هاف برای تولید هشتمین آلبوم استودیویی خود همکاری کرد. نگارش آلبوم در ژانویه ۱۹۹۹ آغاز شد و تحت نظارت باد پراگر بود که در نگارش پنج قطعه از دوازده قطعه آلبوم مشارکت داشت. با توجه به موفقیت تک‌آهنگ «اعتماد» در جدول‌ها، پراگر ماستین را متقاعد کرد تا به هاف کنترل بیشتری بر ضبط آلبوم بدهد، تصمیمی که ماستین بعدها از آن پشیمان شد.
آلبوم خطر در اوت ۱۹۹۹ منتشر شد، اما از نظر تجاری و انتقادی شکست خورد و با واکنش منفی بسیاری از طرفداران قدیمی گروه مواجه شد. برخلاف دو آلبوم قبلی که عناصر راک را با صدای سنتی هوی متال ترکیب کرده بودند، خطر تقریباً هیچ اثری از متال نداشت. ماستین دربارهٔ جهت‌گیری موسیقایی گروه گفت: «ما با ریسک به پایین‌ترین نقطه حرفه‌مان رسیدیم و قسم خوردم که بعد از آن به ریشه‌هایمان بازگردیم. این کار کمی زمان برد.» با وجود این شکست، آلبوم در ایالات متحده گواهینامه طلایی دریافت کرد. تک‌آهنگ اصلی آلبوم، «خردشان کن» در موسیقی متن فیلم سرباز جهانی: بازگشت استفاده شد و به عنوان موسیقی برای بازی‌های لیگ ملی هاکی و رویدادهای کشتی حرفه‌ای به کار رفت.

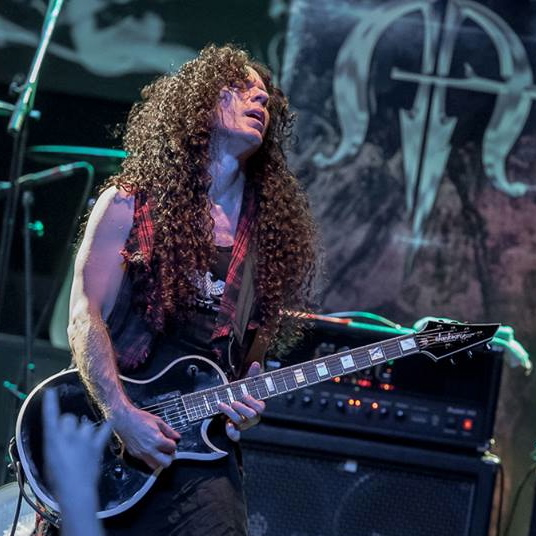
گیتاریست مارتی فریدمن در پایان سال ۱۹۹۹ به‌دلیل «اختلافات موسیقایی» از مگادث جدا شد.

در ۱۴ ژوئیه ۱۹۹۹، گار ساموئلسون، درامر سابق گروه، در ۴۱ سالگی بر اثر نارسایی کبد در اورنج سیتی، فلوریدا درگذشت. یازده روز بعد، مگادث در فستیوال وودستاک ۱۹۹۹ ترانه «صلح می‌فروشد» را به یاد ساموئلسون اجرا کرد. در همان ماه، گروه نسخه بازخوانی ترانه «هرگز نگو بمیر» از گروه بلک سبث را برای دومین آلبوم تجلیلی بلک سبث ضبط کرد. مگادث در سپتامبر تور جهانی برای پشتیبانی از خطر را آغاز کرد و در بخش اروپایی تور با گروه آیرن میدن هم‌صحنه شد. سه ماه پس از شروع تور، مارتی فریدمن به دلیل اختلافات موسیقایی استعفای خود را اعلام کرد. ماستین بعدها گفت: «بعد از خطر به [مارتی] گفتم که باید به ریشه‌هایمان برگردیم و متال بنوازیم، و او [مگادث را] ترک کرد.»

### جهان نیازمند قهرمان است، انحلال و وقفه (۲۰۰۰–۲۰۰۲)
در ژانویه ۲۰۰۰، آل پیترلی، گیتاریست سابق گروه‌های سوتیج و ارکستر ترنس-سیبری، جایگزین فریدمن شد. مگادث در آوریل همان سال به استودیو بازگشت تا روی نهمین آلبوم استودیویی خود کار کند. آن‌ها یک ماه پس از شروع تولید، پیشنهادی برای پیوستن به تور ماکسیمم راک (Maximum Rock) همراه با گروه‌های انترکس و ماتلی کرو دریافت کردند. مگادث ضبط آلبوم را متوقف کرد و در سه‌ماهه دوم سال ۲۰۰۰ در آمریکای شمالی به اجرای تور پرداخت. در اوایل تور، انترکس از برنامه حذف شد و این فرصت را به مگادث داد تا برنامه‌ای طولانی‌تر به‌صورت مشترک اجرا کند. با این حال، این تور با فروش ضعیف بلیت‌ها مواجه شد.
پس از ۱۵ سال همکاری با کپیتال رکوردز، مگادث در ژوئیه ۲۰۰۰ این شرکت را ترک کرد. به گفته ماستین، این جدایی به دلیل تنش‌های مداوم با مدیریت کپیتال بود. کپیتال ضبط‌های جدید گروه را بازگرداند و آلبوم مجموعه‌ای از بهترین آثار به نام کپیتال پانیشمنت: سال‌های مگادث را با دو قطعه جدید، «کشتن پادشاه» و «ترس و ذهن فراری»، منتشر کرد. در نوامبر، مگادث با سنکچوئری رکوردز قرارداد امضا کرد. گروه در اکتبر به استودیو بازگشت تا آلبوم بعدی خود، جهان نیازمند قهرمان است، را که شش ماه پیش از پیوستن به تور ماکسیمم راک تقریباً تکمیل شده بود، به پایان برساند. پس از بازخورد منفی به آلبوم خطر، ماستین، باد پراگر را اخراج کرد و خود تهیه‌کنندگی آلبوم را بر عهده گرفت. ترانه‌ها تماماً توسط ماستین نوشته شدند، به‌جز قطعه «وعده‌ها» که پیتری در آن مشارکت داشت. دو روز پیش از انتشار جهان نیازمند قهرمان است، مگادث در برنامه‌ای از وی‌اچ‌وان به نام پشت صحنه موسیقی ظاهر شد که در آن ماستین، الفسون، چند عضو سابق گروه، و هم‌گروه‌های قدیمی ماستین در متالیکا، جیمز هتفیلد و لارس اولریک، حضور داشتند.
آلبوم جهان نیازمند قهرمان است در مه ۲۰۰۱ منتشر شد و در جایگاه شانزدهم جدول بیلبورد ۲۰۰ قرار گرفت. این آلبوم در مالزی ممنوع شد، زیرا دولت این کشور تصاویر روی جلد آن را «نامناسب برای جوانان» تشخیص داد. در نتیجه، گروه کنسرت ۲ اوت خود را در کوالا لامپور لغو کرد. این آلبوم نشان‌دهندهٔ بازگشت مگادث به صدایی تهاجمی‌تر پس از تغییرات سبک در دو آلبوم قبلی بود، اما منتقدان عقیده داشتند که آلبوم انتظارات را برآورده نکرد. ماستین این آلبوم را به کشتی بزرگی در دریا تشبیه کرد که در حال چرخش است و تلاش می‌کند خود را به مسیر درست بازگرداند. تک‌آهنگ اصلی آلبوم، «موتو سایکو»، به رتبه ۲۲ جدول مین‌استریم راک بیلبورد رسید.

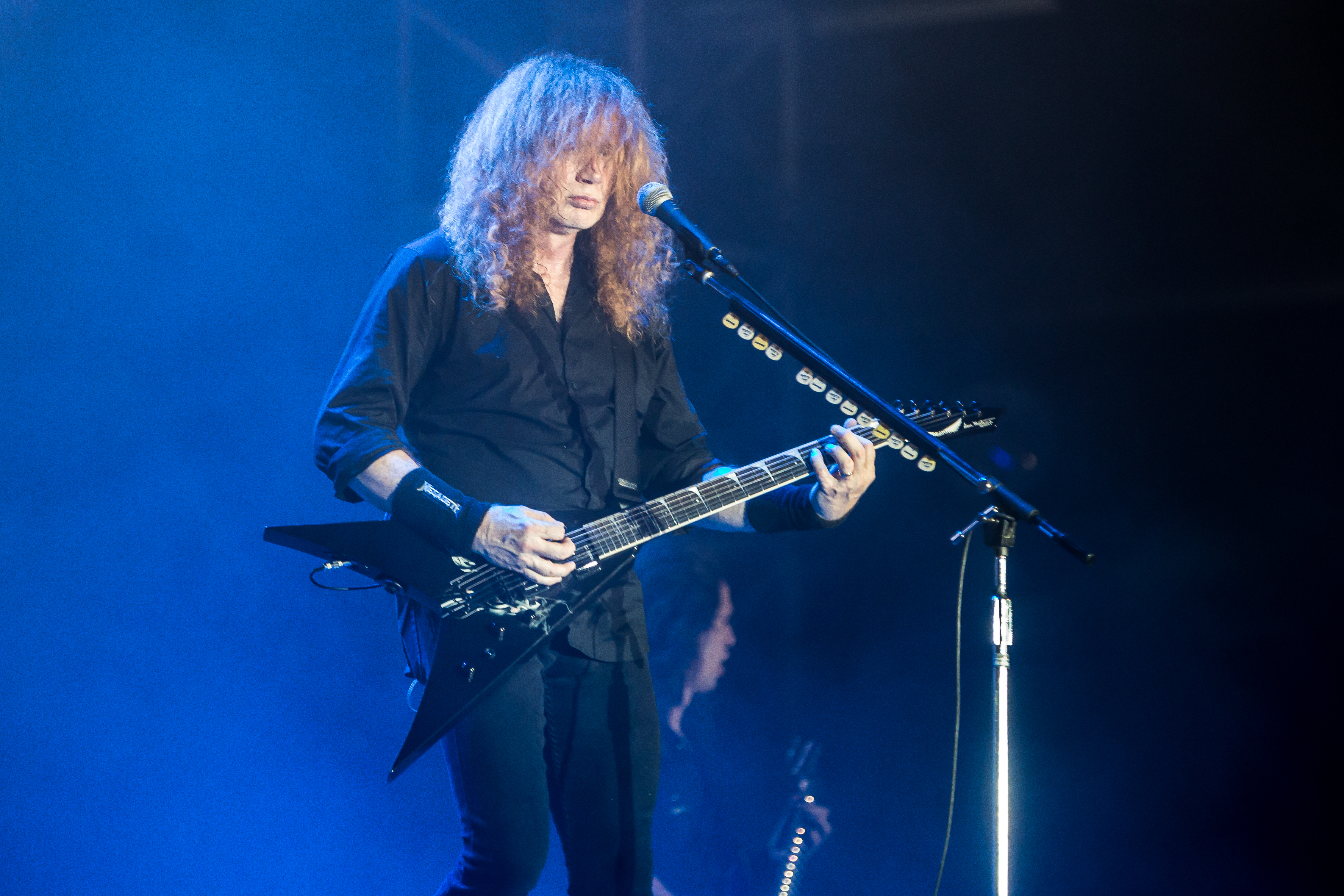
ماستین در سال ۲۰۰۲ به دلیل آسیب‌دیدگی بازو که مانع نواختن گیتار شد، مگادث را منحل کرد.

تور اروپایی با ای‌سی/دی‌سی برای حمایت از جهان نیازمند قهرمان است در اواسط سال ۲۰۰۱ آغاز شد و پس از آن تور آمریکایی با آیسد ارث و اندو در سپتامبر برگزار شد. ماستین به طرفداران اجازه داد فهرست قطعات اجرا در هر شهر آمریکایی را انتخاب کنند. اما این تور پس از حملات ۱۱ سپتامبر کوتاه شد و تمام برنامه‌ها، از جمله ضبط دی‌وی‌دی در آرژانتین، لغو گردید. در عوض، گروه دو اجرا در ۱۶ و ۱۷ نوامبر در آریزونا برگزار کرد که فیلم‌برداری شد و به‌عنوان اولین آلبوم زنده مگادث، بیداری بی‌ادبانه (Rude Awakening)، منتشر گردید. در همان سال، آلبوم کشتن کسب و کار من است… و کاسبی روبراه است! بازمیکس و بازسازی شد؛ نسخه جدید با تصاویر تغییریافته و چند قطعه اضافی منتشر شد.
در ژانویه ۲۰۰۲، ماستین برای خارج کردن سنگ کلیه بستری شد و داروهای مسکنی دریافت کرد که باعث بازگشت اعتیاد او به مواد مخدر شد. پس از بستری شدن، او خود را به مرکز درمانی در تگزاس سپرد. در آنجا، ماستین در حالی که بازوی چپش روی پشتی صندلی قرار داشت به خواب رفت و این امر باعث فشردگی عصب زند زبرین شد. در نتیجه، او به نوروپاتی رادیال مبتلا شد که توانایی گرفتن اشیا یا مشت کردن دست چپش را از او گرفت.
در ۳ آوریل، ماستین در بیانیه‌ای اعلام کرد که به دلیل آسیب‌دیدگی بازویش که او را از نواختن گیتار بازمی‌داشت، مگادث را منحل می‌کند. در چهار ماه بعدی، او پنج روز در هفته را به انجام فیزیوتراپی اختصاص داد و به‌آرامی شروع به «بازآموزی» دست چپ خود نمود. برای انجام تعهدات قراردادی با لیبل سنکچوئری، مگادث آلبوم مجموعه‌ای به نام هنوز زنده‌ام... و حالم خوب است؟ را منتشر کرد. نیمه اول این آلبوم شامل قطعات زنده ضبط‌شده در تئاتر وب در فینیکس و نیمه دوم شامل ضبط‌های استودیویی از جهان نیازمند قهرمان است بود.
پس از نزدیک به یک سال بهبودی و انجام فیزیوتراپی، ماستین کار روی آنچه قرار بود اولین آلبوم انفرادی او باشد را آغاز کرد. جلسات ضبط این اثر جدید با نوازندگان وینی کولیتا و جیمی لی اسلوس در اکتبر ۲۰۰۳ آغاز شد و در آوریل ۲۰۰۴ به پایان رسید. این پروژه زمانی متوقف شد که ماستین پذیرفت هشت آلبوم قبلی مگادث را برای کپیتال رکوردز بازمیکس و بازسازی کند، و قطعاتی که گم شده بودند را دوباره ضبط کرد.

### تشکیل دوباره وسیستم شکست خورده‌است(۲۰۰۴–۲۰۰۵)
در مهٔ ۲۰۰۴، ماستین به پروژه انفرادی خود بازگشت، اما تعهدات قراردادی با شرکت اروپایی ئی‌ام‌آی باعث شد آلبوم جدید به‌عنوان اثری از مگادث منتشر شود. ماستین گروه را بازسازی کرد و با ترکیب اعضای محبوب طرفداران از آلبوم راست این پیس تماس گرفت تا قطعات پشتیبان را دوباره ضبط کنند. نیک منزا، درامر، برای بازگشت موافقت کرد، اما مارتی فریدمن و دیوید الفسون نتوانستند با ماستین به توافق برسند. منزا کمی پس از شروع تمرین‌ها، چند روز پیش از آغاز تور برای تبلیغ آلبوم جدید مگادث، به خانه فرستاده شد. ماستین گفت منزا برای آمادگی جسمانی مورد نیاز تور آمریکا آماده نبود و «کار به نتیجه نرسید». این اولین آلبوم مگادث بدون الفسون بود. کریس پولند، گیتاریست اصلی دو آلبوم اول مگادث، برای ضبط سولوهای گیتار به پروژه دعوت شد و برای اولین بار از دهه ۱۹۹۰ با ماستین همکاری کرد. پولند ترجیح داد تنها به‌عنوان نوازنده جلسه‌ای حضور داشته باشد، زیرا می‌خواست روی پروژه جاز فیوژن خود، OHM، تمرکز کند.

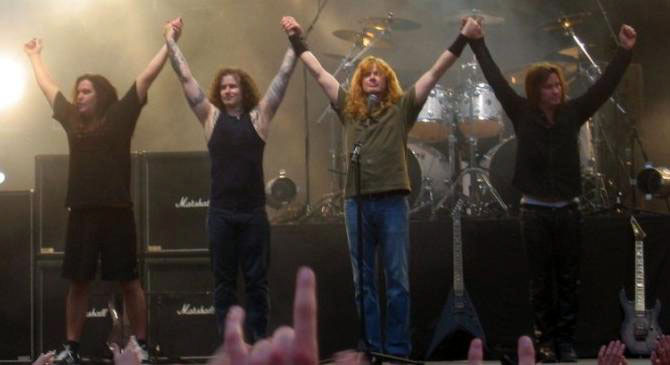
ترکیب مگادث در سال‌های ۲۰۰۴–۲۰۰۶ در فستیوال سونا اوپن ایر ۲۰۰۵: از چپ به راست: شاون درور، جیمز مک‌دونو، دیو ماستین و گلن درور.

آلبوم سیستم شکست خورده است در سپتامبر ۲۰۰۴ منتشر شد و منتقدان آن را بازگشتی به دوران اوج گروه دانستند. مجله ریوولور در نقدی مثبت، این آلبوم را «کینه‌توزانه‌ترین، تأثیرگذارترین و پیچیده‌ترین اثر مگادث از زمان شمارش معکوس برای انقراض در سال ۱۹۹۲» توصیف کرد. این آلبوم به سوی صدای اولیه گروه چرخشی آشکار داشت؛ امی سیارتو از CMJ New Music Report نوشت که آلبوم پر است از «ریفت‌های نئو-ترش و اشعار تند سیاسی». سیستم شکست خورده است در رتبه هجدهم جدول بیلبورد ۲۰۰ قرار گرفت و با تک‌آهنگ «به اندازهٔ کافی مرده» که به رتبه ۲۱ جدول مین‌استریم راک آمریکا رسید، همراه بود. ماستین اعلام کرد که این آخرین آلبوم گروه خواهد بود و پس از یک تور خداحافظی، او روی حرفه انفرادی‌اش تمرکز خواهد کرد.
مگادث در اکتبر همان سال تور جهانی Blackmail the Universe را آغاز کرد و جیمز مک‌دونو از گروه آیسد ارث به‌عنوان بیسیست تور و گلن درور از Eidolon و کینگ دایموند به‌عنوان گیتاریست به گروه پیوستند. پنج روز پیش از اولین اجرا، نیک منزا با شاون درور جایگزین شد که به‌عنوان عضوی ثابت در گروه ماند. گروه در آمریکا با اکسدس و در اروپا با دایمند هد و Dungeon تور برگزار کرد. در ژوئن ۲۰۰۵، لیبل کپیتال مجموعه‌ای از بهترین آثار را تحت عنوان برترین هیت‌ها: بازگشت به آغاز منتشر کرد که شامل نسخه‌های بازسازی‌شده و بازمیکس‌شده ترانه‌هایی بود که توسط طرفداران از آلبوم‌های تحت نظر کپیتال مگادث انتخاب شده بودند.
در میانه سال ۲۰۰۵، ماستین فستیوال سالانه ترش متال Gigantour را راه‌اندازی کرد. مگادث سرپرستی تور افتتاحیه را بر عهده داشت و گروه‌هایی مثل دریم تیتر، نورمور، انترکس و فیر فکتوری در آن حضور داشتند. اجراهای کنسرت‌های مونترآل ومونترآل ضبط و فیلم‌برداری شد و در قالب مجموعه دی‌وی‌دی و سی‌دی در سه‌ماهه دوم ۲۰۰۶ منتشر شد. در ۹ اکتبر، پس از موفقیت سیستم شکست خورده است و تور Blackmail the Universe، ماستین در کنسرت پرشور فستیوال راک پپسی میوزیک در آرژانتین، مقابل جمعیت اعلام کرد که مگادث به ضبط و برگزاری تور ادامه خواهد داد. این کنسرت که در استادیوم Obras Sanitarias در بوئنوس آیرس با حضور ۲۵٬۰۰۰ طرفدار برگزار شد، فیلم‌برداری و در سال ۲۰۰۷ به‌صورت دی‌وی‌دی با عنوان آن یک شب: زنده در بوئنوس آیرس منتشر شد.

### پلشتی‌های متحد(۲۰۰۶–۲۰۰۸)
در فوریه ۲۰۰۶، بیسیست جیمز مک‌دونو به دلیل «اختلافات شخصی» گروه را ترک کرد. جیمز لومنزو جایگزین او شد که پیش‌تر با دیوید لی راث، وایت لاین و بلک لیبل سوسایتی همکاری کرده بود. ترکیب جدید مگادث اولین اجرای زنده خود را در فستیوال راک صحرای دبی در امارات متحده عربی با حضور تستمنت انجام داد. در مارس، کپیتال دی‌وی‌دی دو دیسکی زرادخانه مگادث را منتشر کرد که شامل تصاویر آرشیوی، مصاحبه‌ها، اجراهای زنده و بسیاری از موزیک‌ویدیوهای گروه بود. به دلیل مسائل مربوط به مجوز، موسیقی متن و ویدیوهای غیر-کپیتال در آن گنجانده نشد. دومین فستیول کنسرتی Gigantour در سه‌ماهه سوم ۲۰۰۶ آغاز شد و مگادث بار دیگر سرپرستی آن را با حضور لمب آو گاد، اپث، آرچ انمی و اووِرکیل بر عهده داشت. این تور شامل سه نمایش در استرالیا با اجرای پشتیبان سول‌فلای، آرچ انمی و کالیبان بود.
در مهٔ ۲۰۰۶، مگادث اعلام کرد که یازدهمین آلبوم استودیویی‌اش، پلشتی‌های متحد، تقریباً آماده است. این آلبوم که ابتدا قرار بود در اکتبر منتشر شود، به گفته ماستین در حال «آخرین دستکاری‌ها» بود و انتشار آن به مهٔ سال بعد موکول شد. او دربارهٔ این اثر گفت: «متال به یک آلبوم کلاسیک و قدیمی نیاز دارد. فکر می‌کنم این را ارائه کرده‌ام.» پلشتی‌های متحد اولین آلبوم مگادث با حضور گلن درور، شاون درور و جیمز لومنزو بود. این آلبوم همچنین شامل نسخه جدیدی از ترانهٔ «به همهٔ دنیا» با عنوان «À Tout le Monde (Set Me Free)» است. نسخه ۲۰۰۷ یک دوئت با کریستینا اسکابیا از لاکونا کویل دارد که با تمپویی کمی سریع‌تر از نسخه اصلی و سولویی گسترده‌تر ضبط شده است.
پلشتی‌های متحد در مهٔ ۲۰۰۷ منتشر شد و در هفته اول با فروش ۵۴٬۰۰۰ نسخه در رتبه هشتم جدول بیلبورد ۲۰۰ قرار گرفت. در مارس، مگادث تور آمریکای شمالی را به‌عنوان گروه افتتاح‌کننده برای هون اند هل که تازه بازسازی شده بود، آغاز کرد. این گروه در اجراهای کانادا با داون و در آمریکا با مشین هد همراه شد. تور فستیوال‌های تابستانی اروپا در ادامه برگزار شد. اواخر همان سال، مگادث برای تور Tour of Duty به ایالات متحده بازگشت و سرپرستی آن را بر عهده گرفت. در نوامبر، گروه فستیوال Gigantour را با ترکیبی شامل استاتیک ایکس، دویل‌درایور و لاکونا کویل به استرالیا برد.

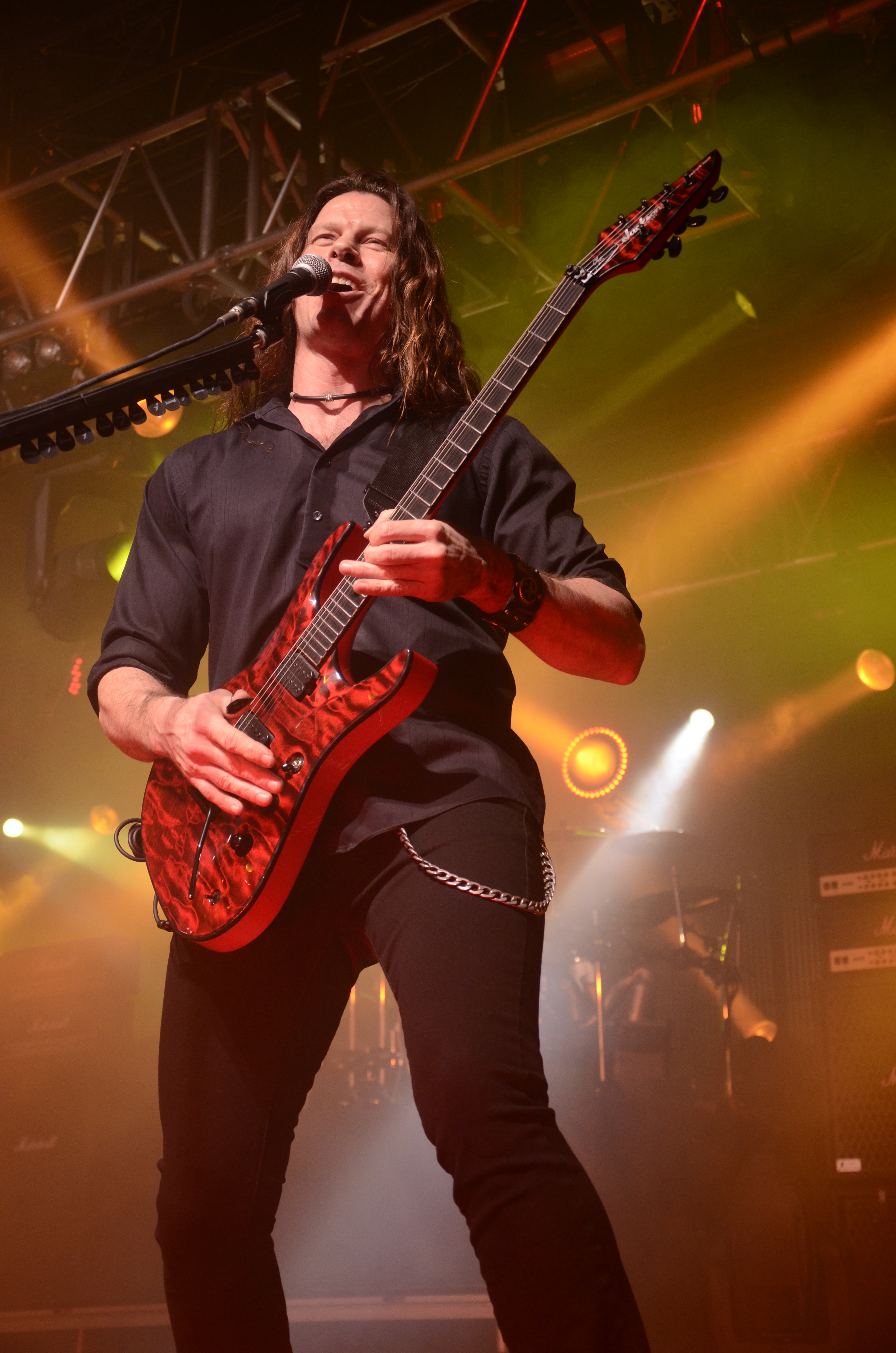
گیتاریست کریس برادریک در سال ۲۰۰۸ به مگادث پیوست و جایگزین گلن درور شد.

در ژانویه ۲۰۰۸، گلن درور از مگادث جدا شد و گفت که از تورهای مداوم خسته شده و می‌خواهد زمان بیشتری با خانواده‌اش بگذراند. او همچنین به مشکلات شخصی با دیگر اعضای گروه اشاره کرد. کریس برادریک، که پیش‌تر با نورمور همکاری کرده بود، جایگزین او شد. در اواخر ۲۰۰۷، شرکت مدیریت ماستین از برادریک پرسید که آیا علاقه‌مند به تست برای مگادث است. پس از دیداری غیررسمی در خانه ماستین، برادریک به‌عنوان گیتاریست جدید گروه معرفی شد. ماستین از مهارت‌های نوازندگی برادریک تمجید کرد و او را «بهترین گیتاریستی که مگادث تا به حال داشته» نامید. ون ویلیامز، هم‌گروهی سابق برادریک در نورمور، به مگادث تبریک گفت که «نوازنده‌ای فوق‌العاده، و مهم‌تر از آن، فردی عالی و دوست واقعی» را به دست آورده است.
ترکیب جدید اولین اجرای زنده خود را در ۴ فوریه در تالار یخی هلسینکی انجام داد. فستیوال Gigantour در ۲۰۰۸ با ۲۹ اجرا در آمریکای شمالی کمی بعد آغاز شد. ماستین ترکیب کوتاه‌تری می‌خواست تا هر گروه فرصت اجرای بهتری داشته باشد. تور سوم مذکور شامل حضور این فلیمز، چیلدرن آو بادم، جاب فور ا کابوی و های آن فایر بود. مگادث تور Tour of Duty را در آمریکای جنوبی و مکزیک در ماه‌های می و ژوئن ادامه داد. آلبوم گردآوری آنتولوژی: دنیا را شعله‌ور کن در سپتامبر ۲۰۰۸ منتشر شد.

### ۲۰۰۹–۲۰۱۰: آلبومآخر بازیو بازگشت الفسون
در فوریه ۲۰۰۹، گروه‌های مگادث و تستمنت برای حضور در تور اروپایی «پریست فیست» اعلام شدند که در آن جوداس پریست به‌عنوان گروه اصلی اجرا می‌کرد. در همان زمان، متالیکا که به تالار مشاهیر راک اند رول راه یافته بود، از ماستین دعوت کرد تا در مراسم حضور یابد. به ماستین اطلاع داده شد که او به دلیل عدم دریافت نقشی در ضبط در آلبوم‌های متالیکا، به تالار مشاهیر راه نخواهد یافت. ماستین با احترام به گروه تبریک گفت و به تعهد خود برای تور اروپایی با جوداس پریست پایبند ماند. در آوریل، مگادث و اسلیر به‌صورت مشترک تور «کارنیج کانادا» را برگزار کردند. این اولین بار پس از بیش از ۱۵ سال بود که این دو گروه با هم اجرا داشتند. گروه‌های مشین هد و سویساید سایلنس در چهار کنسرت بعدی که در ژوئن برگزار شد، به‌عنوان گروه‌های افتتاحیه حضور داشتند.
در ماه مه، مگادث ضبط دوازدهمین آلبوم خود، آخر بازی، را به پایان رساند. تاریخ انتشار آخر بازی در وب‌سایت رسمی مگادث اعلام شد و مجله متال همر اولین رسانه‌ای بود که آلبوم را به‌صورت آهنگ به آهنگ بررسی کرد. مگادث تور آخر بازی را در اکتبر آغاز کرد و در دسامبر به پایان رساند. این تور با حضور گروه‌های پشتیبان مانند مشین هد، سویساید سایلنس و واربرینگر برگزار شد. در ژانویه ۲۰۱۰، مگادث قرار بود تور «کارنیج آمریکا» را با اسلیر و تستمنت آغاز کند، اما این تور به دلیل جراحی کمر تام آرایا به تعویق افتاد. چند هفته بعد، ترانهٔ «هد کراشر» مگادث برای بهترین اجرای متال در جوایز گرمی ۲۰۱۰ نامزد شد که هشتمین نامزدی گرمی این گروه در ۱۹ سال بود.

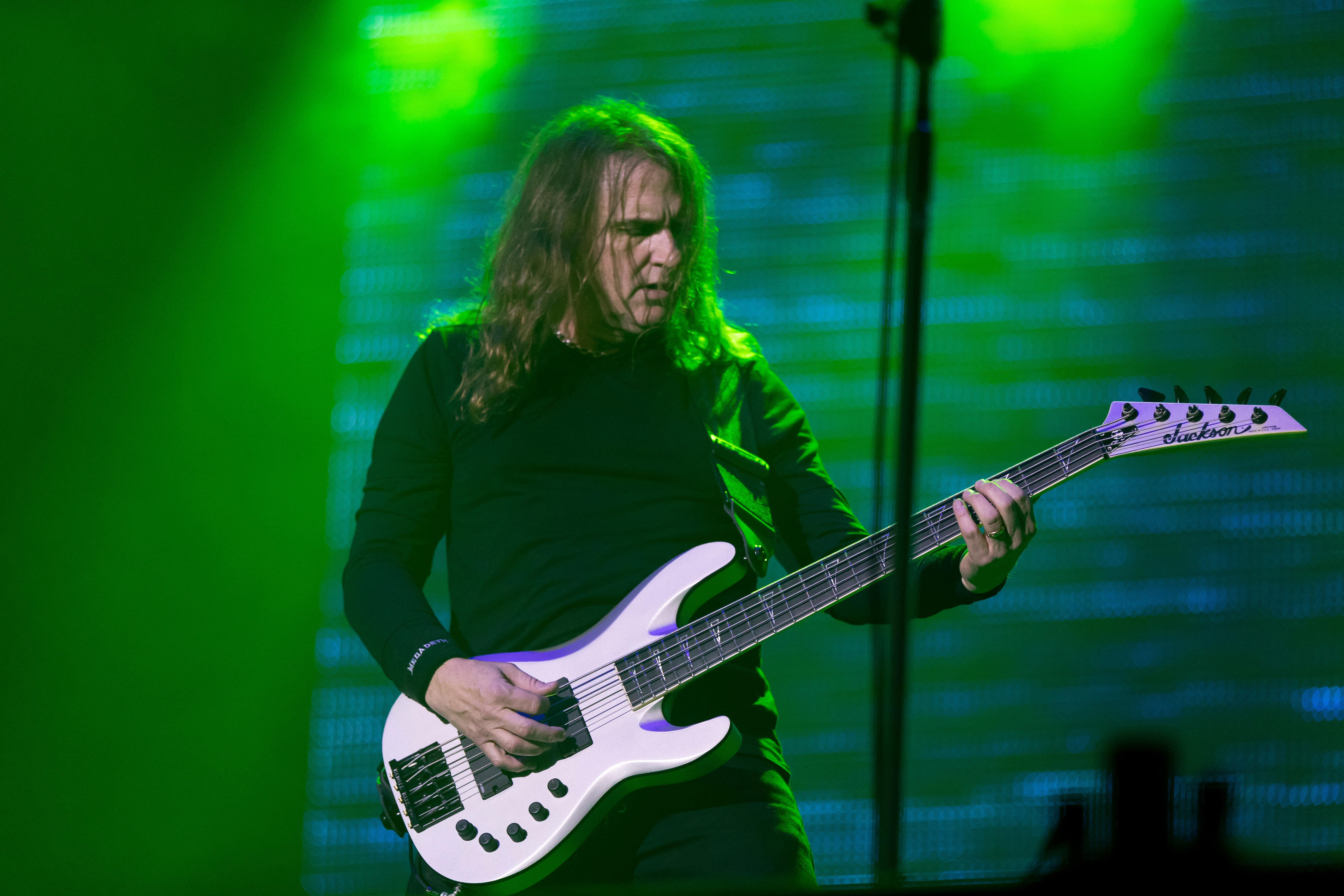
بیسیست اصلی گروه، دیوید الفسن، در سال ۲۰۱۰ پس از هشت سال غیبت به مگادث بازگشت و تا سال ۲۰۲۱ در گروه باقی ماند.

در مارس، مگادث تور بیستمین سالگرد آلبوم راست این پیس را در آمریکای شمالی آغاز کرد که با پشتیبانی تستمنت و اکسدس برگزار شد. در طول این تور، مگادث آلبوم راست این پیس را به‌طور کامل اجرا کرد. پیش از آغاز تور، بیسیست اصلی گروه، دیوید الفسن، پس از هشت سال به مگادث بازگشت. او در مصاحبه‌ای با مجله کلاسیک راک گفت که شان دراور با او تماس گرفت و خبر خروج بیسیست گروه، لومنزو، را داد و گفت: «اگر زمانی برای صحبت تو و دیو [ماستین] وجود داشته باشد، حالا همان زمان است.»
مگادث به همراه متالیکا، اسلیر و انترکس، که به‌طور جمعی به‌عنوان «چهار بزرگ» ترش متال شناخته می‌شوند، در اواسط سال ۲۰۱۰ توافق کردند که در یک برنامه مشترک اجرا کنند. این اجراها بخشی از جشنواره Sonisphere Festival بود و در چندین کشور اروپایی برگزار شد. یکی از این اجراها در صوفیه، بلغارستان، فیلم‌برداری شد و به‌صورت ویدیوی کامل با عنوان چهار بزرگ: زنده از صوفیه، بلغارستان منتشر شد. این اجراها در سال بعد در ایالات متحده ادامه یافت. اولین اجرا در ایندیو، کالیفرنیا برگزار شد و در آن زمان تنها اجرای برنامه‌ریزی‌شده در ایالات متحده بود، اگرچه مدت کوتاهی بعد، اجرای دیگری در ورزشگاه یانکی نیویورک برگزار شد.
در ژوئیه ۲۰۱۰، پس از اجراهای «چهار بزرگ» در اروپا، مگادث و اسلیر اولین بخش از تور کارنیج آمریکایی را آغاز کردند. در این تور، مگادث آلبوم راست این پیس را به‌طور کامل اجرا کرد، در حالی که اسلیر آلبوم فصول مغاک خود را نواخت که هر دو در سال ۱۹۹۰ منتشر شده بودند. از این اجراها به بعد، شخصیت ویک رتلهد به‌طور مداوم در صحنه ظاهر شد تا جنبه بصری اجراهای زنده مگادث را تقویت کند. مدت کوتاهی پس از آن، این دو گروه به همراه انترکس برای برگزاری تور در اواخر سال ۲۰۱۰ گرد هم آمدند. در آخرین نمایش این تور، کری کینگ به مگادث روی صحنه آمفی‌تئاتر یونیورسال پیوست تا آهنگ «رتل‌هد» را اجرا کند. این اولین بار از سال ۱۹۸۴ بود که کینگ با مگادث روی صحنه اجرا می‌کرد. مگادث و اسلیر بار دیگر در مارس و آوریل ۲۰۱۱ برای تور کنسرت روی صحنه رفتند. مگادث همچنین در ژوئیه و اوت همان سال در چهارمین جشنواره میهم به‌عنوان گروه اصلی حضور داشت.
در سپتامبر، گروه دی‌وی‌دی آلبوم راست این پیس لایو را منتشر کرد که در هالیوود پالادیوم لس آنجلس ضبط شده بود. اواخر همان ماه، مگادث آهنگ «مرگ ناگهانی» را برای بازی ویدیویی گیتار هیرو: جنگجویان راک منتشر کرد. این آهنگ به سفارش ناشران مجموعه گیتار هیرو ساخته شد که خواستار متنی تاریک با چندین گیتار سولو بودند. این ترانه برای بهترین اجرای متال در مراسم گرمی ۲۰۱۱ نامزد شد.

### سیزدهوسوپر کلایدر(۲۰۱۱–۲۰۱۴)
مگادث در سال ۲۰۱۱ به استودیوی اختصاصی خود، ویکس گاراژ (Vic's Garage)، بازگشت تا سیزدهمین آلبوم خود را با تهیه‌کنندگی جانی کی ضبط کند، زیرا اندی اسنیپ، تهیه‌کننده دو آلبوم قبلی مگادث، در دسترس نبود. این آلبوم که سیزده نام گرفت، شامل قطعاتی بود که پیش‌تر منتشر شده بودند، مانند «مرگ ناگهانی» (Sudden Death) و «هرگز نمرده» (Never Dead). آلبوم در نوامبر ۲۰۱۱ منتشر شد و در رتبه یازدهم جدول بیلبورد ۲۰۰ قرار گرفت. تک‌آهنگ اصلی آن، «دشمن شماره یک جامعه»، نامزد جایزه گرمی برای بهترین اجرای هارد راک/متال شد، اما برنده نشد. مدت کوتاهی پس از انتشار آلبوم، ماستین اعلام کرد که پس از چهار سال وقفه، تور جدید گیگانتور (Gigantour) در اوایل سال ۲۰۱۲ برگزار خواهد شد. گروه‌های موتورهد، ول‌بیت و لاکونا کویل در کنار مگادث در این تور حضور داشتند. پس از پایان گیگانتور، راب زامبی و مگادث در تابستان ۲۰۱۲ تور مشترکی با نه اجرا در آمریکا برگزار کردند.
در سپتامبر ۲۰۱۲، اعلام شد که مگادث آلبوم شمارش معکوس برای انقراض را به مناسبت بیستمین سالگرد انتشار آن بازنشر خواهد کرد. به همین مناسبت، مگادث توری را آغاز کرد که در آن کل آلبوم را به‌صورت زنده اجرا می‌کرد. یکی از اجراها که در تئاتر فاکس پومونا فیلم‌برداری شد، سال بعد به‌عنوان آلبوم زنده شمارش معکوس برای انقراض: زنده منتشر شد. قطعه دیگری از آلبوم سیزده، «زندگی مال کیست (به هر حال؟)» در جوایز گرمی ۲۰۱۳ نامزد بهترین اجرای هارد راک/متال شد.

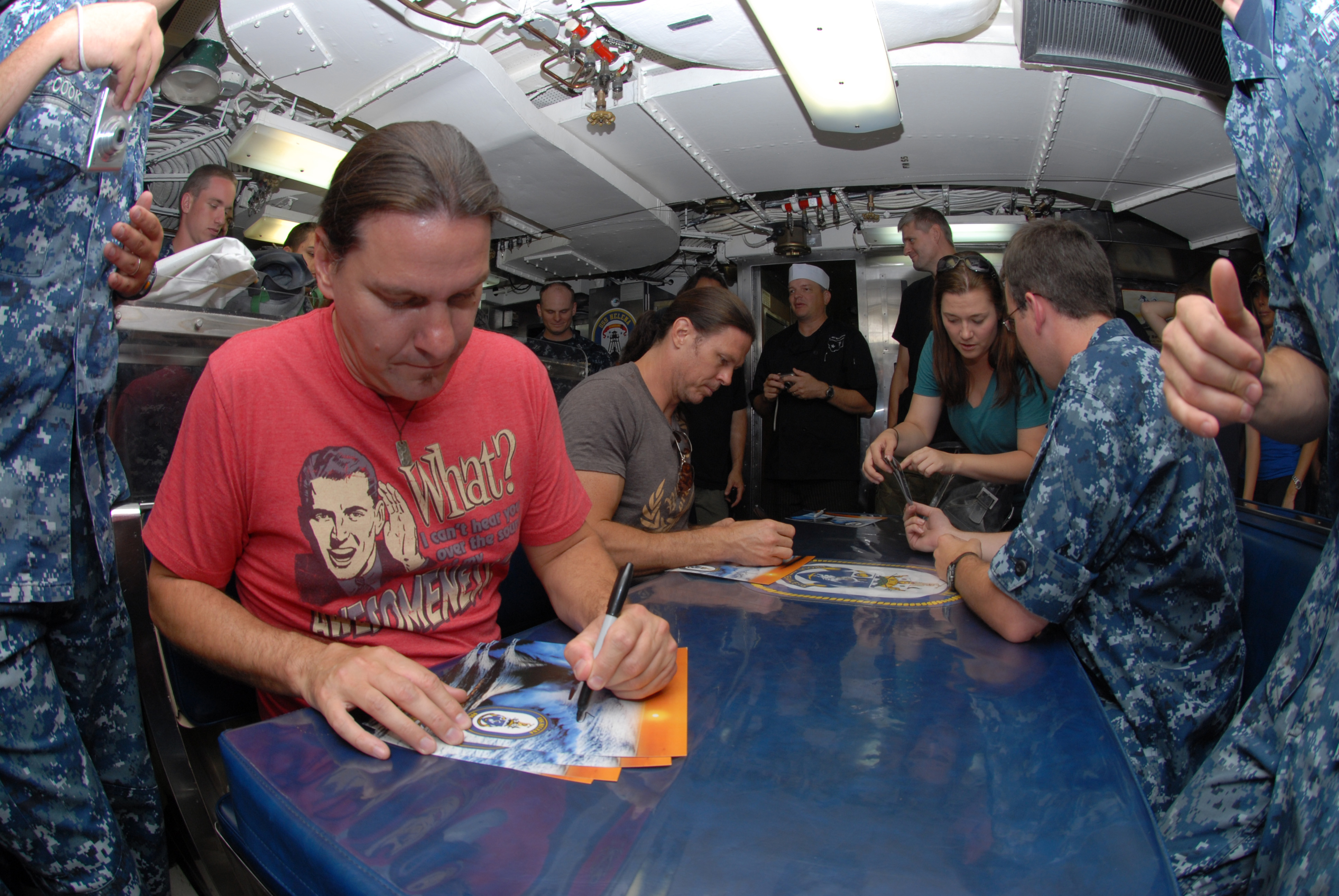
شان دراور و کریس برادریک در زیردریایی یواس‌اس هلنا (اس‌اس‌ان-۷۲۵)، مشغول امضا به طرفداران.

در اوت ۲۰۱۲، مگادث اعلام کرد که چهاردهمین آلبوم خود را با تهیه‌کنندگی جانی کی ضبط خواهد کرد. در ابتدای سال ۲۰۱۳، مگادث از شرکت رودرانر رکوردز جدا شد و به لیبل تازه‌تأسیس ماستین، تریدکرفت (Tradecraft)، که تحت توزیع گروه موسیقی یونیورسال (Universal Music Group) بود، پیوست. آلبوم سوپر کلایدر در ژوئن منتشر شد و در رتبه ششم جدول بیلبورد ۲۰۰ قرار گرفت که بالاترین جایگاه گروه از زمان آلبوم یوثانیژیا در سال ۱۹۹۴ بود. با این حال، واکنش منتقدان به این آلبوم متفاوت بود و انتقادها بر دور شدن از سبک متال متمرکز بود. مدت کوتاهی پس از انتشار سوپر کلایدر، ماستین اعلام کرد که به فکر پانزدهمین آلبوم مگادث است. او گفت که مرگ جف هنمن، گیتاریست گروه اسلیر، به او احساس فانی بودن داده است. ماستین توضیح داد: «زمان کوتاه است. هیچ‌کس نمی‌داند چقدر عمر خواهد کرد. می‌بینید چه بر سر جف هانمن آمد، پس می‌خواهم تا جایی که می‌توانم بنویسم.»
نسخه ۲۰۱۳ کنسرت گیگانتور شامل اجراهای بلک لیبل سوسایتی (Black Label Society)، هل‌یه، دیوایس (Device) و نیوستد به‌عنوان گروه‌های افتتاح‌کننده بود. در آخرین نمایش، جیسون نیوستد، بیسیست سابق متالیکا، به مگادث روی صحنه پیوست تا قطعه «فانتوم لرد» (Phantom Lord) را اجرا کند، ترانه‌ای که ماستین در دوران حضورش در متالیکا نوشته بود. در اوایل سال ۲۰۱۴، قرار بود مگادث در جشنواره ساندویو (Soundwave) در استرالیا شرکت کند، اما به دلیل اختلاف با برگزارکننده تور، دربارهٔ نمایش‌های فرعی با نیوستد، از این رویداد کناره‌گیری کرد. آلبوم آیکون (Icon)، مجموعه‌ای یازده‌تایی از آثار دوره مگادث تحت لیبل کپیتال، در فوریه به‌عنوان بخشی از مجموعهٔ آیکان یونیورسال موزیک منتشر شد.
مگادث در طول سال ۲۰۱۴ با مشکلات متعددی روبرو شد. پس از مرگ برادر الفسن به دلیل سرطان در ماه مه، گروه اجراهای ژوئن خود را لغو کرد. کنسرت برنامه‌ریزی‌شده در اوت در تل‌آویو به دلیل درگیری مسلحانه بین اسرائیل و غزه لغو شد. مگادث قرار بود در اواخر سپتامبر در مجموعه کنسرتی موتورهد شرکت کند، اما به دلیل عوارض جراحی ستون فقرات گردن، ماستین از این برنامه کناره‌گیری کرد. در اکتبر، مادر همسر ماستین که از بیماری آلزایمر رنج می‌برد، در یک کمپ گم شد و جسد او در اواخر نوامبر پیدا شد. در همان ماه، دراور پس از ده سال از گروه جدا شد تا به دنبال علایق موسیقایی خود برود، اما گفت که از فرصتی که ماستین به او داده سپاسگزار است. به دنبال آن، برادریک نیز به دلیل اختلافات هنری و موسیقایی گروه را ترک کرد. الفسن شایعات دربارهٔ انحلال مگادث را رد کرد و گفت که او و ماستین به کار روی موسیقی جدید ادامه خواهند داد. ماستین بعداً اظهار داشت که یکی از دلایل جدایی برادریک و دراور، ناامیدی آن‌ها از فشار طرفداران به مگادث برای بازگشت فریدمن و منزا به گروه بود.

### دیستوپیا(۲۰۱۵–۲۰۱۸)
پس از ناکامی ماستین در بازگرداندن اعضای ضبط آلبوم راست این پیس، کریس ادلر، درامر گروه لمب آو گاد، و کیکو لوریرو، گیتاریست گروه آنگرا، برای اجرای پانزدهمین آلبوم استودیویی مگادث به گروه اضافه شدند. در اکتبر ۲۰۱۵، مگادث ترانه «توهم مرگبار» از آلبوم دیستوپیا را منتشر کرد. این آلبوم هم در ژانویه ۲۰۱۶ عرضه شد. برای حمایت از دیستوپیا، مگادث در فوریه و مارس تور آمریکای شمالی را با گروه‌های سویسایدال تندنسیز، چیلدرن آو بادم و هاووک آغاز کرد (هرچند هاووک به زودی به دلیل اختلاف بر سر قرارداد توسط مدیریت مگادث از تور حذف شد). ماستین اعلام کرد ادلر که همزمان با لمب آو گاد و مگادث فعالیت می‌کرد، به دلیل تداخل برنامه‌های دو گروه از مگادث جدا شد. به توصیه ادلر، دیرک وربیورن جایگزین او شد. تور دوم آمریکا در سپتامبر و اکتبر برگزار شد که با حمایت گروه‌های آمن امارث، سویسایدال تندنسیز، متال چرچ و بوچر بیبیز همراه بود. درامر سابق، منزا، در ۲۱ مه ۲۰۱۶ بر اثر حمله قلبی حین اجرا با گروه OHM در یک کلوپ جاز در لس آنجلس درگذشت.
ماستین دربارهٔ برگزاری کنسرت‌های بیشتر «بیگ فور» خواستار کمک «قدرت‌های پشت پرده» برای ترتیب دادن تور جدیدی در سال ۲۰۱۷ شد، زیرا همه گروه‌های مربوطه در حال تبلیغ آلبوم‌های جدید خود بودند. ترانه «دیستوپیا» در پنجاه و نهمین مراسم جایزه گرمی در سال ۲۰۱۷ برنده جایزه بهترین اجرای متال شد که اولین برد مگادث پس از ۱۲ نامزدی بود. ماستین، لوریرو، الفسن و وربیورن در مراسم حضور داشتند؛ اما ادلر، درامر آلبوم دیستوپیا و دریافت‌کننده جایزه، غایب بود. هنگام دریافت جایزه، گروه موسیقی مراسم، ترانه «عروسک‌گردان» از متالیکا، گروه سابق ماستین، را اجرا کرد که باعث بحث‌هایی در میان طرفداران شد.
ماستین در ژوئن ۲۰۱۷ گفت که مگادث در پایان سال وارد استودیو خواهد شد تا روی شانزدهمین آلبوم استودیویی خود کار کند. یک ماه بعد، ماستین در توییتر اعلام کرد که شروع به جمع‌آوری ایده‌ها برای آلبوم جدید کرده است، اما گفت که احتمالاً در اواسط ۲۰۱۸ وارد استودیو خواهند شد تا آن را برای انتشار در سال ۲۰۱۹ ضبط کنند. گروه در پاییز ۲۰۱۷ با اسکورپیونز تور مشترک برگزار کرد.
در ۸ ژوئن ۲۰۱۸، مگادث سی و پنجمین سالگرد خود را با انتشار مجدد آلبوم سال ۱۹۸۵، کشتن کسب و کار من است… و کاسبی روبراه است!، جشن گرفت. این بسته لوکس شامل نسخه‌های بازسازی‌شده تمام ترانه‌ها مطابق با دیدگاه اصلی ماستین، نسخه بازسازی‌شده ترانه «این چکمه‌ها» با ترانه‌های تنظیم‌شده بر اساس نسخه لی هزلوود، اجراهای زنده نادر از ترانه‌های آلبوم در تور Live in the Flesh با آلیس کوپر و دموی سه ترانه مربوط به سال ۱۹۸۴ بود.

### جدایی دوبارهٔ الفسن ومریض‌ها، رو به‌ مرگ‌ها... و مردگان!
در ۱۰ مه ۲۰۱۹، مگادث وارد استودیو در فرانکلین، تنسی شد تا پیش‌تولید آلبوم بعدی را آغاز کند و بار دیگر با کریس راکستراو، تهیه‌کننده آلبوم دیستوپیا، همکاری کرد. در ۱۷ ژوئن، گروه اعلام کرد که تمام کنسرت‌های برنامه‌ریزی‌شده برای سال ۲۰۱۹ (به جز مگاکروز) به دلیل سرطان گلوی ماستین لغو شده‌اند. از میان تاریخ‌های لغوشده، گروه قرار بود در بخش آمریکای شمالی تور آزی آزبورن اجرا کند، که به دلیل مصدومیت آزبورن حین مقابله با سینه‌پهلو از تابستان ۲۰۱۹ به تابستان ۲۰۲۰ موکول شد. مریلین منسون جایگزین آن‌ها شد. با وجود بیماری ماستین، گروه قول داد که کار روی آلبوم جدید را ادامه دهد. در ۶ نوامبر، ماستین ویدیویی در اینستاگرام منتشر کرد که بخشی از یک ترانه از آلبوم آینده گروه را نشان می‌داد، که ابتدا قرار بود در سال ۲۰۱۹ منتشر شود. در ۱۷ ژوئیه، مگادث همکاری خود با گیمی رادیو و ریچارد چایلدرس ریسینگ را برای خودروی شماره ۲ گیمی رادیو یعنی شورلت کامارو اعلام کرد که توسط راننده اکسفینیتی سریز، یعنی تایلر ردیک، در مسابقه نیوهمپشایر ۲۰۰ در ۲۰ ژوئیه رانده شد. در ۲۱ اوت، گروه اعلام کرد که اولین تور خود پس از بیماری ماستین را در ژانویه و فوریه ۲۰۲۰ با حمایت فایو فینگر دث پانچ و بد وولوز در تور اروپا برگزار خواهد کرد.
گروه ابتدا قرار بود در اولین جشنواره مگاکروز که همزمان با انتشار آلبوم بعدی بود اجرا کند. اما ماستین به دلیل بیماری‌اش حضور نداشت. در عوض، اجرایی زنده با حضور اعضای گروه‌های حاضر در جشنواره برگزار شد که ترانه‌های کیس را اجرا کردند.

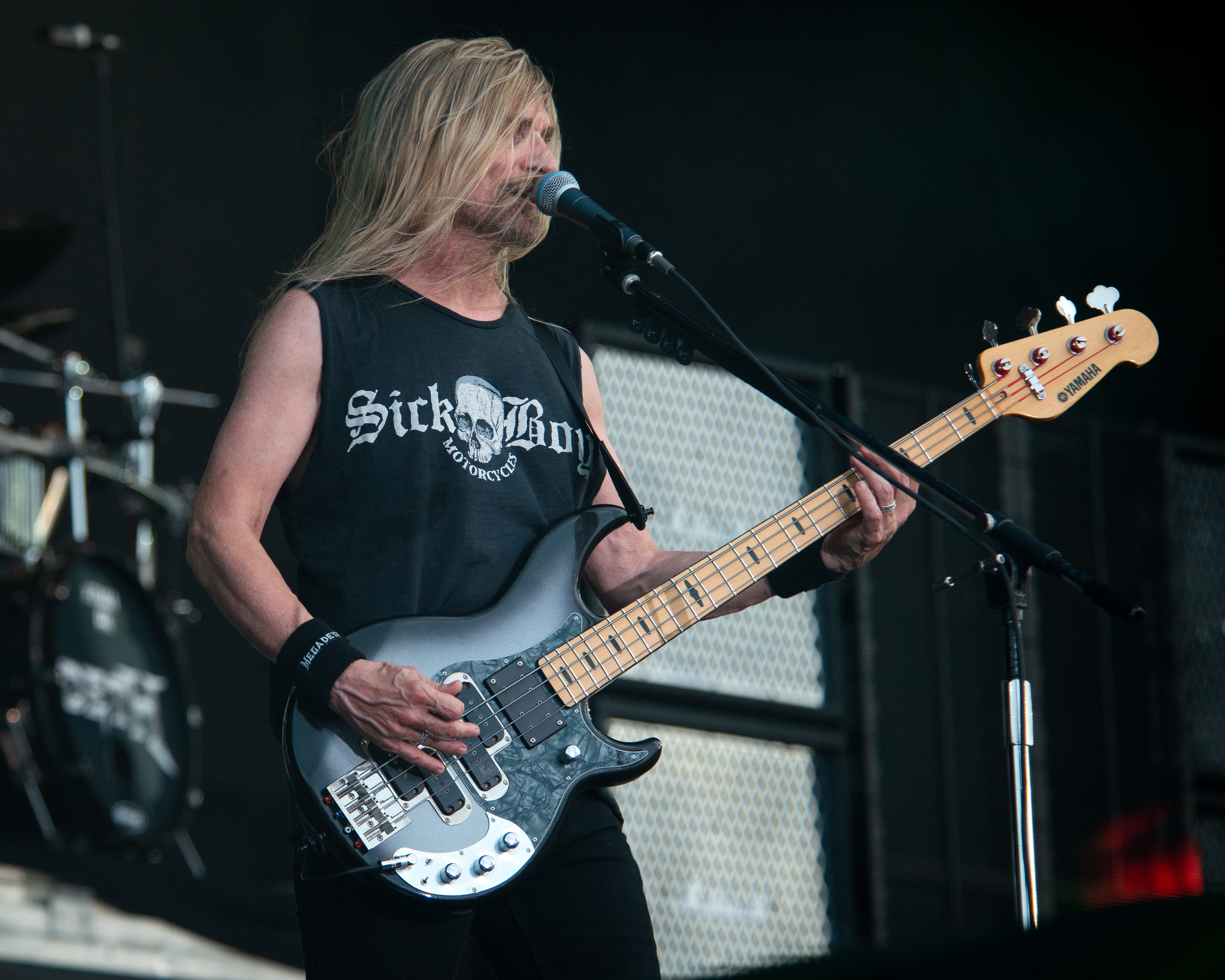
بیسیست جیمز لومنزو در سال ۲۰۲۲ پس از اخراج جایگزینش، دیوید الفسن، دوباره به مگادث پیوست.

مگادث ابتدا قرار بود در تابستان ۲۰۲۰ تور مشترکی در آمریکای شمالی با لمب آو گاد به نام «تور متال سال» برگزار کند، اما به دلیل همه‌گیری کووید-۱۹ به تعویق افتاد. تور برای تابستان ۲۰۲۱ برنامه‌ریزی شد، با جایگزینی هیت‌برید به جای این فلیمز به دلیل مشکلات ویزای بین‌المللی ناشی از همه‌گیری. مگادث در اواسط ۲۰۲۰ دوباره وارد استودیو در نشویل شد تا ضبط آلبوم جدید را که به‌طور موقت برای انتشار در سال ۲۰۲۱ برنامه‌ریزی شده بود، از سر بگیرد. ماستین در ۹ ژانویه ۲۰۲۱، در حالی که یک مسترکلاس «فرانت رو لایو» برای طرفداران از طریق زوم برگزار می‌کرد، عنوان شانزدهمین آلبوم گروه، مریض، در حال مرگ… و مرده!، را اعلام کرد، اما اشاره کرد که این عنوان ممکن است تغییر کند.
در مه ۲۰۲۱، ویدیوهای غیراخلاقی از الفسن در شبکه‌های اجتماعی منتشر شد. این ویدیوها، که گفته می‌شود توسط یک طرفدار ۱۹ ساله که با الفسن در ارتباط بود ضبط شده بودند، ابتدا به اتهامات کودک‌آزاری منجر شد. الفسون و طرفدار در بیانیه‌های جداگانه این ادعاها را رد کردند و اظهار داشتند که تعاملاتشان توافقی بوده است. در ۲۴ مه، مگادث در بیانیه‌ای اعلام کرد که الفسن از گروه اخراج شده است. الفسن بعداً تأیید کرد که در واقع در ۱۴ مه، ده روز زودتر، اخراج شده بود؛ ویدیوها ابتدا در ۱۰ مه منتشر شده بودند. پس از این جنجال، ماستین گفت که هیچ شانسی برای بازگشت الفسن به گروه وجود ندارد؛ الفسن اعلام کرد علیه ویدیوهای منتشرشده اقدام قانونی خواهد کرد.
در برنامه The Dave Mustaine Show در ۱۷ ژوئن، او گفت که قطعات بیس ضبط‌شده توسط الفسن در مه ۲۰۲۰ در آلبوم آینده به کار نخواهد رفت و توسط بیسیست دیگری بازضبط می‌شود. این کار مدت کوتاهی بعد انجام شد، اما او نگفت چه کسی بیس را اجرا کرده است. ماستین به زودی تأیید کرد که بیسیست جدیدی انتخاب شده است و به زودی اعلام خواهد شد. بیسیست سابق جیمز لومنزو برای تور آینده گروه جایگزین شد. استیو دی جورجو از تستمنت به عنوان بیسیست جلسات ضبط مریض، در حال مرگ… و مرده! که در سپتامبر ۲۰۲۲ منتشر شد، اجرا کرد. لومنزو در مه ۲۰۲۲ به عنوان بیسیست رسمی گروه اعلام شد.
پس از چندین تیزر، «بازخواهیم گشت»، اولین تک‌آهنگ از آلبوم، در ۲۳ ژوئن منتشر شد. پس از آن تک‌آهنگ‌های بعدی «شکارچیان شب» و «سرباز ادامه بده!» به ترتیب در ۲۲ ژوئیه و ۱۲ اوت منتشر شدند. در نوامبر ۲۰۲۲، گروه نسخه بازخوانی‌شدهٔ ترانه جوداس پریست به نام «تحویل کالاها» از آلبوم ۱۹۷۸ آن‌ها، ماشین کشتار، را منتشر کرد.
در ۲۷ فوریه ۲۰۲۳، مگادث به‌همراه گیتاریست سابق، مارتی فریدمن، سه ترانه در ژاپن اجرا کرد. این اولین اجرای فریدمن با گروه از سال ۲۰۰۰ بود. در ۲۳ ژوئن، درامر سابق لی راوش در ۵۸ سالگی درگذشت.
در ۱۴ اوت ۲۰۲۵، مگادث اعلام کرد که هفدهمین آلبوم استودیویی خود را قرار است منتشر کند که آخرین آلبوم آن‌ها خواهد بود. همچنین، آن‌ها خبر از برگزاری تور خداحافظی در سال ۲۰۲۶ دادند.

## مناقشات
ماستین در مصاحبه‌های مطبوعاتی اظهارات جنجالی متعددی بیان کرده است، که اغلب به مسائل مربوط به هم‌گروه‌های سابقش در متالیکا اشاره دارند. این اختلافات از اخراج او از گروه، نحوه انجام این اخراج، و اختلاف‌نظرها دربارهٔ نقش او در ترانه‌نویسی سرچشمه گرفته است. ماستین خشم خود را در فیلم متالیکا: یک جور هیولا ابراز کرد، اما بعداً از صحنه‌ای که در آن حضور داشت ابراز نارضایتی کرد، زیرا معتقد بود شخصیتش به‌درستی نشان داده نشده و آن صحنه تمام واقعیت جلسه را منعکس نمی‌کند.
در جریان اجرای زنده ترانهٔ «آنارکی در بریتانیا» (Anarchy in the U.K.) در نمایش سال ۱۹۸۸ در انتریم، ایرلند شمالی، ماستین این ترانه را به «هدف» «بازگرداندن ایرلند به ایرلندی‌ها!» تقدیم کرد. او پیش از ترانه آخر گفت: «این برای هدف است! ایرلند را به ایرلندی‌ها بازگردانید!» این اظهارات به درگیری و شورش میان تماشاگران منجر شد که شامل ملی‌گرایان ایرلندی (عمدتاً کاتولیک) و پروتستان‌ها و اتحادیه‌گرایان بریتانیایی حاضر در برنامه بودند. گروه ناچار شد با اتوبوس ضدگلوله به دوبلین بازگردد. این رویداد الهام‌بخش ترانهٔ «جنگ‌های مقدس... موعد مجازات» شد.
ترانه‌های جنجالی یا سوءتفاهم‌شده مشکلاتی برای گروه ایجاد کرده‌اند. در سال ۱۹۸۸، شبکه ام‌تی‌وی تشخیص داد که ترانه «در تاریک‌ترین لحظه من» خودکشی را ترویج می‌دهد و پخش ویدئوی آن را ممنوع کرد. این شبکه همچنین ویدئوی ترانه «همه دنیا» را به همین دلیل ممنوع کرد، هرچند ماستین توضیح داد که این ترانه از دیدگاه مردی در حال مرگ نوشته شده که آخرین سخنان خود را به عزیزانش می‌گوید. به گفته او، ام‌تی‌وی ویدئوهای ترانه‌های «Skin o' My Teeth» و «سمفونی ویرانی» را «کمی تند» دانست و از پخش آن‌ها خودداری کرد.
در جریان تور جهانی سال ۲۰۰۱، دولت مالزی اجرای گروه در پایتخت این کشور را لغو کرد، زیرا مقامات دیدگاه منفی‌ای نسبت به تصویر و موسیقی گروه داشتند. دولت مالزی نماد گروه، یعنی ویک راتلهد، را نامناسب دانست و به اعضا هشدار داد که در صورت اجرا دستگیر خواهند شد. ماستین در پاسخ گفت: «می‌فهمم که دولت مالزی تلاش می‌کند از جوانان کشور محافظت کند و این قابل تحسین است، اما این نشان‌دهنده میزان ناآگاهی و بی‌توجهی دولت به این مسئله است.»
در سال ۲۰۰۳، ماستین پس از بهبودی از آسیبی در بازو که حرفه‌اش را تهدید کرده بود، اعلام کرد که مسیحی دوباره متولدشده است. اعلام او مبنی بر اینکه مگادث به دلیل این تحول دینی برخی ترانه‌ها را به‌صورت زنده اجرا نخواهد کرد، جنجال اندکی به پا کرد. در مه ۲۰۰۵، ماستین تهدید کرد که اجراهای گروه در یونان و اسرائیل را با گروه‌های اکستریم متال یعنی Rotting Christ و Dissection که باورهای ضد مسیحی داشتند، لغو خواهد کرد. این امر باعث شد که این دو گروه از حضور در برنامه‌ها انصراف دهند.
در ژوئیه ۲۰۰۴، الفسون، نوازنده بیس سابق، از ماستین برای مبلغ ۱۸٫۵ میلیون دلار در دادگاه ناحیه‌ای ایالات متحده آمریکا برای ناحیه جنوبی نیویورک شکایت کرد. الفسون ادعا کرد که ماستین سود حاصل از کالاهای تور و حقوق نشر را به‌طور کامل به او پرداخت نکرده است. این شکایت در سال ۲۰۰۵ رد شد و ماستین شکایت متقابلی مطرح کرد و مدعی شد که الفسون از نام گروه در تبلیغات تجهیزات موسیقی سوءاستفاده کرده است؛ این دعوی خارج از دادگاه حل‌وفصل شد.
در ۱۰ مه ۲۰۲۱، ویدئوهای جنسی آشکاری از الفسون در توییتر منتشر شد. این ویدئوها، که گفته می‌شود توسط هواداری که الفسون با او در ارتباط بود ضبط شده بودند، ابتدا به اتهاماتی مبنی بر آماده‌سازی کودکان برای سوءاستفاده جنسی منجر شدند. با این حال، الفسون و طرف مقابل هر دو این اتهامات را رد کردند و هوادار به‌طور عمومی اعلام کرد که بزرگسالی راضی بوده و ویدئوها به‌طور ناخواسته توسط شخص ثالثی منتشر شده‌اند. الفسون با اداره پلیس اسکاتسدیل (SPD) تماس گرفت و خواستار پیگرد قانونی برای انتشار غیرقانونی محتوای جنسی شد. او تست پلی‌گراف انجام داد تا ادعاهایش را تأیید کند و عکسی از گواهینامه رانندگی هوادار را به پلیس ارائه داد تا سن او را ثابت کند. همچنین، اسکرین‌شات‌هایی از پیام‌های اسنپ‌چت و واتس‌اپ مرتبط با اتهامات را به اشتراک گذاشت. شریک هوادار اعتراف کرد که ویدئو را با برخی دوستانش به اشتراک گذاشته بود، اما مطمئن نبود چگونه به دیگران منتشر شده است. گزارش اداره پلیس اسکاتسدیل بیان می‌کند که هوادار پشیمان بود و موافقت کرد بیانیه‌ای در اینستاگرام منتشر کند مبنی بر اینکه او «بزرگسالی راضی در رابطه جنسی مجازی توافقی‌شان» بوده است. الفسون سپس بیانیه هوادار و بیانیه‌ای از خود را در ۱۰ مه منتشر کرد و اتهامات آماده‌سازی کودکان را رد کرد. او اظهار داشت که به هیچ وجه مورد اخاذی قرار نگرفته و معتقد است ویدئوهای این رابطه جنسی توافقی بزرگسالان به‌طور عمدی منتشر نشده‌اند. بیانیه رسمی مگادث در روز بعد اعلام کرد که این وضعیت «به‌دقت تحت نظر» است. ماستین در ۲۴ مه ۲۰۲۱ اعلام کرد که الفسون از گروه اخراج شده است.

## سبک موسیقایی
سبک موسیقایی مگادث تحت تأثیر گروه‌های سنتی هوی متال مانند یوفو، بلک سبث، باجی (Budgie)، جوداس پریست، گروه‌های موج نوی هوی متال بریتانیایی مانند ریون (Raven)، آنجل ویچ (Angel Witch)، موتورهد، آیرن میدن، دایموند هد (Diamond Head) و ونوم، و همچنین گروه‌های پانک راک نظیر سکس پیستولز و رامونز شکل گرفته است. گروه‌های هارد راک مانند ای‌سی/دی‌سی، کوئین، لد زپلین و راش، و گروه‌های اروپایی مانند اسکورپیونز، اکسپت و مرسی‌فول فیت نیز بر سبک گیتار این گروه تأثیرگذار بوده‌اند. اگرچه موسیقی مگادث ریشه‌هایی در پانک دارد، جیسون بیوینز، استاد دانشگاه، اظهار داشته که مگادث از الگوی اصلی موتورهد و آیرن میدن پیروی کرده و سبک آن ترکیبی از «چیره‌دستی در نوازندگی موج نو هوی متال بریتانیا با سرعت و تهاجم هاردکور پانک» است، در حالی که از نظر ترانه‌سرایی از گروه پانک با تم ترسناک میسفیتس الهام گرفته است. ماستین همچنین از آلبوم‌های بیتلز و دیوید بویی به عنوان آثاری که بر او تأثیر گذاشته‌اند، نام برده است.
ماستین ترانه‌سرای اصلی گروه است. او ترانه‌ها را با آغاز یک ریف خاص به وجود می‌آورد که با اعمال تغییراتی، به هسته اصلی ترانه تبدیل می‌شود. به گفته او، اجزای ترانه‌ها به‌صورت جداگانه ساخته شده و سپس گروه آن‌ها را به ساختاری منسجم تبدیل می‌کند. شاون دراور، درامر گروه، گفته که ماستین سال‌ها ریف‌های متعددی را حفظ کرده و برخی از آثار اخیر بر اساس دموهای ضبط‌شده این ریف‌ها ساخته شده‌اند. الفسن، بیسیست گروه، بیان کرد که گروه دائماً در حال خلق آثار جدید است و فرایند ضبط با تبادل ایده‌ها آغاز شده و سپس گروه در استودیو مفهوم، جهت‌گیری، طراحی جلد و عناوین ترانه‌ها را مورد بحث قرار می‌دهد. معمولاً متن ترانه‌ها پس از تنظیم موسیقی نوشته می‌شوند. ماستین گفته که بسیاری از مضامین ترانه‌ها از ادبیات، مانند رمان‌های جرج اورول الهام گرفته شده‌اند.
موسیقی مگادث و همتایان زیرزمینی متال آن در دهه ۱۹۸۰ شامل وکال‌های خشن، الگوسازی از درام دوبل بیس، ریف‌های استاکاتو، پاور کوردها، پیکینگ ترمولو و صدای بلند گیتار لید بود. آلبوم‌های این دوره با بودجه‌های کم تولید می‌شدند. پس از تشکیل مگادث، ماستین سبک ترش متال گروه قبلی خود، متالیکا، را دنبال کرد، اما با تأکید بیشتر بر سرعت و شدت. او دربارهٔ سبک گیتار مگادث گفته است: «وقتی به کنسرتی می‌روید و گیتاریستی را می‌بینید که فقط آنجا ایستاده، او فقط یک نوازنده گیتار است. اما گیتاریست ترش کسی است که انگار می‌خواهد گیتار را با شدت بنوازد.» بیشتر ترانه‌های گروه در کوک استاندارد گیتار ضبط شده‌اند، زیرا ماستین معتقد است این روش ملودی بهتری نسبت به روش‌های جایگزین کوک فراهم می‌کند. در سال ۲۰۱۷، الفسن در مصاحبه‌ای گفت که گروه اخیراً شروع به استفاده از کوک‌های پایین‌تر کرده است، زیرا با افزایش سن، خوانندگان ممکن است با چالش‌هایی مواجه شوند و به جای کنار کشیدن، گروه با کاهش کوک‌های گیتارها راه‌حلی برای ادامه فعالیت پیدا کرده است.
در روزهای اولیه گروه، ماستین گیتاریست ریتم و کریس پولند گیتاریست لید بود. پولند تنها در دو آلبوم اولیه مگادث (و بعدها در آلبوم سال ۲۰۰۴ سیستم شکست خورده است) نواخت. پیت پراون و هاروی پی. نیوکوییست، روزنامه‌نگاران موسیقی، معتقدند که تأثیرات جاز پولند باعث پر نقش و نگار شدن بیشتر موسیقی گروه شده است. جف واگنر، سردبیر سابق مجله متال مانیاکس، گفته که که تکنیک‌های ترانه‌سرایی مگادث در چهارمین آلبوم، راست این پیس، به اوج خود رسید و آن را «گردبادی از دقت و تغییرپذیری» توصیف کرد که ادعای مگادث مبنی بر پیشرو بودن در سبک اسپید متال را به اثبات رساند. گلن پیلزبری، موسیقی‌شناس، بیان کرد که کار گیتار در این آلبوم ترکیبی از «هرج‌ومرج کنترل‌شده» ماستین و «نبوغ تکنیکی» مارتی فریدمن بود. آلبوم‌های منتشرشده در اواسط و اواخر دهه ۱۹۹۰ دارای ترانه‌هایی با ساختارهای جمع وجور و ریف‌های کمتر پیچیده بودند.
ترانه‌های مگادث اغلب بر موضوعاتی مانند مرگ، جنگ، سیاست و مذهب تمرکز دارند. مضامین ترانه‌ها عمدتاً نیهیلیستی هستند، اما گاه به موضوعاتی مانند انزوا و مشکلات اجتماعی نیز می‌پردازند. آثار اولیه گروه شامل مضامینی چون عرفان، خشونت گرافیکی و شیطان‌پرستی بود. جنگ هسته‌ای و توطئه‌های دولتی از دغدغه‌های اصلی آلبوم‌هایی مانند راست این پیس و شمارش معکوس برای انقراض بودند. در اوج موفقیت تجاری مگادث، ماستین به مضامین شخصی‌تر مانند اعتیاد و روابط عاطفی پرداخت. برای آلبوم نوشته‌های مرموز، او گفت که قصد داشته ترانه‌هایی بنویسد که برای مخاطبان گسترده‌تری جذاب باشد. عنوان آلبوم پلشتی‌های متحد طنزی بر نام سازمان ملل متحد است؛ ماستین در تعدادی از ترانه‌های این آلبوم از ناکارآمدی این سازمان انتقاد کرده است.

## میراث
مگادث بیش از ۵۰ میلیون نسخه از آثار خود را در جهان به فروش رسانده و یکی از معدود گروه‌های متال زیرزمینی دههٔ ۱۹۸۰ آمریکاست که به موفقیت تجاری کلانی دست یافته است. همراه با گروه‌های معاصر متالیکا، انترکس و اسلیر، مگادث یکی از گروه‌های بنیان‌گذار اساسی ترش متال دانسته می‌شود. از این گروه‌ها غالباً به عنوان «چهار بزرگ» ترش متال یاد می‌شود که نشان‌دهندهٔ تحول و محبوبیت‌دادن به این ژانر است. مجلهٔ لودوایر، مگادث را سومین گروه برتر ترش متال در تمامی دوره‌ها رتبه‌بندی کرد و «اشعار تحریک‌آمیز و چیره‌دستی» پیچیدهٔ آن‌ها را ستود. گزارش CMJ New Music Report، آلبوم اول گروه را یک اثر برجسته و نماینده‌ای از «دوران طلایی اسپید متال» توصیف کرد. بیلبورد آلبوم دوم گروه، یعنی صلح خوب می‌فروشه… اما کیه که بخره؟، را «نقطه عطف در جنبش ترش متال» نامید و اظهار داشت که اشعار آن همچنان مرتبط و تأثیرگذار هستند. شبکه ام‌تی‌وی نیز مگادث را به‌عنوان یک گروه متال تأثیرگذار معرفی کرد و بر جنبه‌های تکنیکی آلبوم‌های اولیه آن‌ها تأکید نمود. بر اساس گزارش نیلسن سانداسکن، مگادث بین سال‌های ۱۹۹۱ تا ۲۰۱۴، ۹.۲ میلیون نسخه از آلبوم‌های خود را در ایالات متحده به فروش رسانده است.
مگادث به‌عنوان یکی از تأثیرگذارترین گروه‌های موسیقی که در دهه ۱۹۸۰ شکل گرفت، شناخته می‌شود. این گروه به‌عنوان بخشی از جنبش اولیه ترش متال آمریکایی، تأثیر مستقیمی بر ژانر دث متال داشت. کیت کان-هریس، جامعه‌شناس، نوشت که موفقیت مگادث در جریان اصلی یکی از دلایل گسترش اکستریم متال به کشورهایی بود که پیش‌تر این سبک در آن‌ها ناشناخته بود. این گروه بر بسیاری از گروه‌های متال تأثیر گذاشت، از جمله سپولترا، پنترا، اسلپ‌نات، بولت فور مای ولنتاین، تریویم ، اونجد سون‌فولد، آرچ انمی، چیلدرن آو بادم، لمب آو گاد، از آی لی دایینگ، آل دت ریمینز، اِوایل و تاکسیک هولوکاست.

## اعضا
در طی چندین سال فعالیت مگادث، اعضا گروه تغییرات بسیاری کرده است و بیش از ۲۰ هنرمند در این گروه مشارکت داشته‌اند. به جز دیو ماستین رهبر مگادث، می‌توان به دیوید الفسن (گیتار بیس) به عنوان یکی دیگر از اعضا اصلی گروه اشاره کرد، هرچند که در سال ۲۰۰۲ به دلیل اختلاف با ماستین از گروه جدا شد. اما در فوریه ۲۰۱۰ دیو ماستین در طی مصاحبه‌ای خبر از بازگشت مجدد دیوید الفسن به گروه را داد.
در ۲۵ نوامبر سال ۲۰۱۴، شان دراور، نوازنده درامز گروه، اعلام کرد که برای دنبال کردن علایق خود در موسیقی، از مگادث جدا شده است و با کریس برادریک، گیتاریست گروه که هم‌زمان با او از مگادث جدا شده بود، گروه «نافرمانی» را پایه‌گذاری کردند. شایعاتی مبنی بر متوقف شدن فعالیت مگادث منتشر شد. پس از آن کریس ادلر، نوازنده درامز گروه لمب آو گاد و کیکو لوریرو، نوازنده گیتار الکتریک گروه آنگرا، برای ضبط آلبوم جدید به گروه پیوستند.

### فعلی
- دیو ماستین – گیتار، خواننده اصلی (۱۹۸۳–۲۰۰۲، ۲۰۰۳–اکنون)
- جیمز لومنزو – بیس، آواز پس‌زمینه (۲۰۰۶–۲۰۱۰، ۲۰۲۱–اکنون)
- دیرک وربیرون – درام (۲۰۱۶–اکنون)
- تیمو مانتیساری – گیتار، آواز پس‌زمینه (۲۰۲۳–اکنون)

### قبلی

#### گیتار الکتریک
- گرگ هندویدت: (۱۹۸۳–۱۹۸۴)
- کریس پالند (۱۹۸۴–۱۹۸۷ و در آلبوم «The System Has Failed» در سال ۲۰۰۴)
- مایک البرت (۱۹۸۵)
- جی رینالدز (۱۹۸۷)
- جف یانگ (۱۹۸۷–۱۹۸۹)
- مارتی فریدمن (۱۹۹۰–۱۹۹۹)
- ال پیترلی (۲۰۰۰–۲۰۰۲)
- گلن دراور (۲۰۰۴–۲۰۰۸)
- کریس برادریک گیتار، هم‌خوان (۲۰۰۸–۲۰۱۴)
- کیکو لوریرو گیتار (۲۰۱۵–۲۰۲۳)

#### گیتار باس
- مت کیسلشتان (۱۹۸۳)
- دِیو الفسن (۱۹۸۳ تا ۲۰۰۲–۲۰۱۰ تا ۲۰۲۱)
- جیمز مک‌دانو (۲۰۰۴–۲۰۰۶)
- جیمز لومنزو (۲۰۰۶–۲۰۱۰)

#### درامز
- ریچارد گیراد: (۱۹۸۳)
- دیجون کروثرس: (۱۹۸۳–۱۹۸۴)
- لی راش: (۱۹۸۴)
- گر سموئلسن: (۱۹۸۴–۱۹۸۷)
- چاک بلر: (۱۹۸۷–۱۹۸۸)
- نیک منزا: (۱۹۸۹–۱۹۹۸، در سال ۲۰۰۴ به مدت کوتاهی بازگشت اما در اجرا یا ضبط هیچ آهنگی شرکت نداشت)
- جیمی دگروسو: (۱۹۹۸–۲۰۰۲)
- شان دراور: درام، پرکاشن (۲۰۰۴–۲۰۱۴)
- کریس ادلر (۲۰۱۵_۲۰۱۶)

## ترانه‌شناسی

### آلبوم‌های استودیویی
- کشتن کسب و کار من است… و کاسبی روبراه است! (۱۹۸۵)
- صلح خوب می‌فروشه… اما کیه که بخره؟ (۱۹۸۶)
- تا این‌جای کار خوبه! خب که چی بشه! (۱۹۸۸)
- باشد تا آسوده زنگ بزنید (۱۹۹۰)
- شمارش معکوس برای انقراض (۱۹۹۲)
- یوثانیژیا (۱۹۹۴)
- نوشته‌های مرموز (۱۹۹۷)
- خطر (۱۹۹۹)
- جهان نیازمند قهرمان است (۲۰۰۱)
- سیستم شکست خورده است (۲۰۰۴)
- پلشتی‌های متحد (۲۰۰۷)
- آخر بازی (۲۰۰۹)
- سیزده (۲۰۱۱)
- ابربرخورددهنده (۲۰۱۳)
- ویران‌شهر (۲۰۱۶)
- مریض، در حال مرگ… و مرده! (۲۰۲۲)